# Sfinge

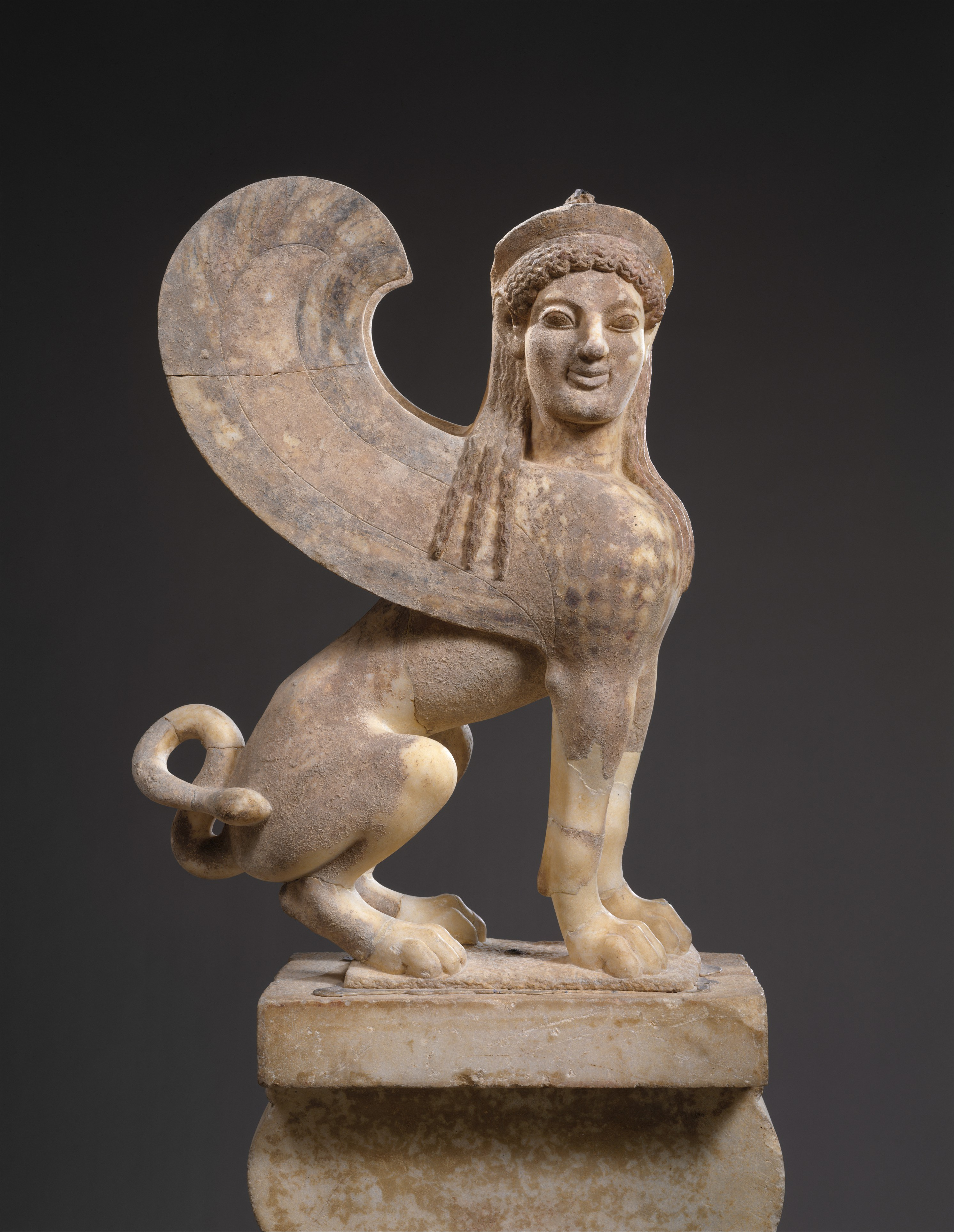
Capitello greco arcaico in forma di sfinge, ca. 530 a.C.

La sfinge (in greco antico: σφίγξ) è una creatura leggendaria, presente in varie mitologie, raffigurata come un mostro con il corpo di leone e testa umana (androsfinge), di falco (ieracosfinge) o di capra (criosfinge), talvolta dotata di ali.
Solitamente il ruolo delle sfingi è associato a strutture architettoniche, come tombe o templi; secondo alcuni la più antica raffigurazione di sfinge conosciuta (una scultura) sarebbe stata trovata vicino a Göbekli Tepe, nel sito di Nevali Çori, e datata al 9.500 a.C., ma non si hanno interpretazioni ufficiali o accademiche a conferma di tale ipotesi.

## Etimologia

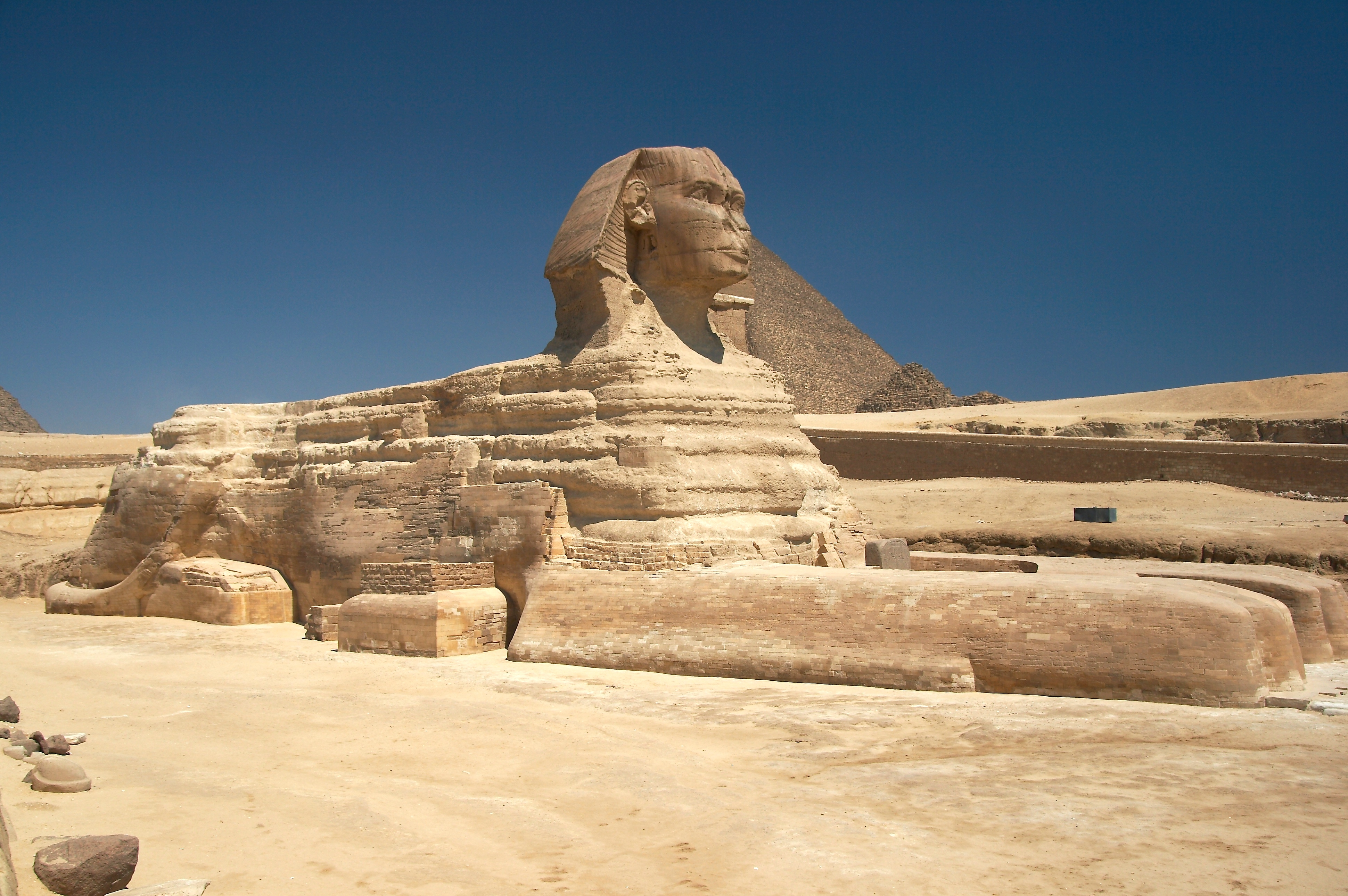
La Grande Sfinge di Giza in Egitto

La parola "sfinge" σφίγξ molto probabilmente è un adattamento fonetico dell'egizio šsp-ˁnḫ, da ricondurre all’antico nome egiziano "Ssp Ankh", ovvero immagine vivente, in cui il geroglifico che raffigura il leone (cane) è sovente sostituito dall'immagine della sfinge stessa. 
| s | O42 · p | E23 | anx | n · x |

 La parola greca σφίγξ (sphínx; gen. σφιγγός, sphingós, beotico: φίξ (phíx), φικός (phikós), nella coscienza linguistica dei Greci viene messo in relazione col verbo σφίγγω che significa strangolare e quindi col senso di strangolatrice. Curioso appunto il fatto che mentre per gli egizi la sfinge evoca la vita (immagine vivente, ankh), i greci invece l'abbiano associata ad un senso di morte (strangolamento). L’etimologia del termine è riconducibile infatti al mito ellenico di Edipo in cui una mostruosa Sfinge, che custodiva l'ingresso alla città greca di Tebe, strangolava chi non fosse riuscito a risolvere il suo enigma.

## Nell'antico Egitto

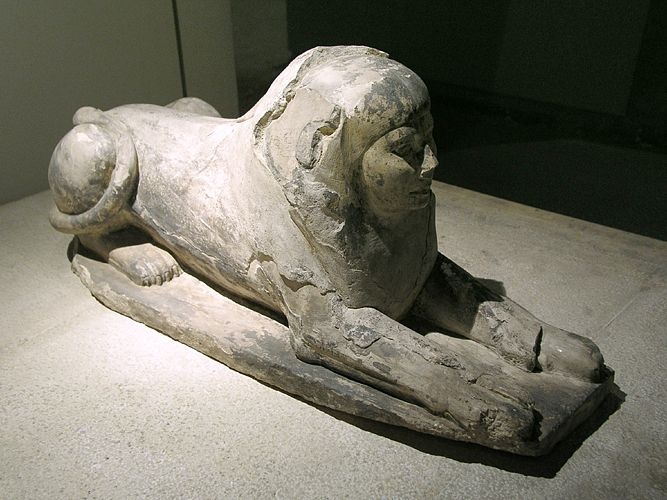
La regina Hetepheres II della quarta dinastia (Museo del Cairo). La statua è forse la prima sfinge egizia ad essere stata creata.

La sfinge nella mitologia egizia era un monumento che veniva costruito vicino alle piramidi come simbolo protettivo, per augurare una serena vita nell'aldilà al faraone. Ha corpo canino (o leonino) e testa umana. La sfinge poteva essere maschile o femminile, a seconda del faraone o della regina che doveva proteggere.
La sfinge egizia più grande e famosa è la Grande Sfinge di Giza, situata sul plateau di Giza adiacente alle Grandi Piramidi. Si trova sulla riva occidentale del Nilo ed è rivolta verso est (29°58′31″N 31°08′15″E). La sfinge è situata nella parte nord del complesso delle piramidi e ai loro piedi anche se la data della sua costruzione è incerta, si pensa che la testa della Grande Sfinge sia quella del faraone Chefren
I nomi che i loro costruttori diedero a queste statue non sono noti. Presso il sito della Grande Sfinge è stata trovata un'iscrizione su una stele di
Thutmose IV, datata 1400 a.C., che elenca i nomi dei tre aspetti della divinità locale del Sole di quel periodo, Khepri - Ra - Atum.
L'inclusione delle sfingi nelle tombe e nei complessi templari divenne una tradizione in maniera rapida. Molti faraoni fecero scolpire le loro teste in cima alle statue custodi delle loro tombe anche per mostrare la loro stretta relazione con la potente divinità solare Sekhmet, una leonessa. Famose sfingi egiziane comprendono quella recante la testa del faraone Hatshepsut, ora al Metropolitan Museum of Art di New York, e la sfinge di Menfi, situata all'interno del museo a cielo aperto di Menfi.
Gli egizi fecero anche corsi di sfingi custodi terminanti agli ingressi di tombe e templi. Una di queste avenue comprende novecento sfingi con teste di ariete (criosfingi), che rappresentano Amon. Il viale si trova a Tebe, dove il culto di Amon era infatti forte.
La prima sfinge egizia è stata quella raffigurante la Regina Hetepheres II della quarta dinastia, che regnò dal 2623 al 2563 a.C. La regina è stata uno dei membri più longevi della famiglia reale di quella dinastia.
La Grande Sfinge è diventata un emblema dell'Egitto, e viene frequentemente rappresentata su francobolli, monete e documenti ufficiali.

## Nell'antica Grecia

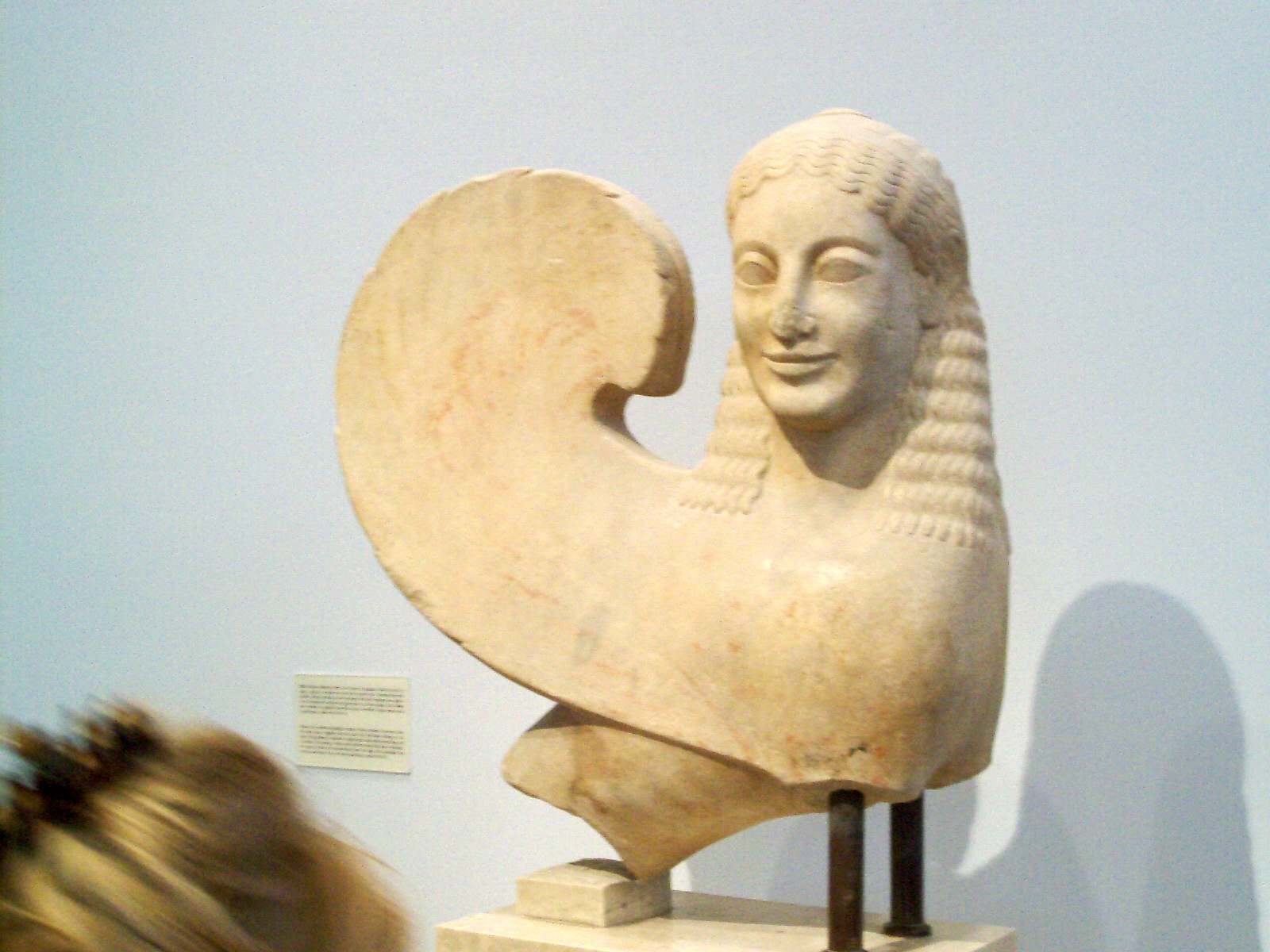
Sfinge di marmo datata 540 a.C., Museo dell'Acropoli di Atene

Gli Elleni hanno avuto scambi culturali e commerciali con l'Egitto fin dall'Età del Bronzo. "Sfinge" è un nome greco (si veda Etimologia) e in Egitto venne applicato a queste statue da prima che Alessandro Magno occupasse la regione. I nomi di criosfingi per le sfingi a testa d'ariete e di ieracosfingi per quelle a testa di falco vennero coniati da Erodoto.
Strabone riporta di aver visto varie sfingi egiziane.
Nella mitologia greca vi era una singola Sfinge, un demone di distruzione e mala sorte. La sua prima comparsa a noi pervenuta è nel mito di Edipo come descritto da Esiodo (il primo a parlare di Edipo fu Omero, che però non sembra consapevole di un qualche collegamento con la sfinge), secondo cui la Sfinge era figlia di Ortro e di qualcuno tra Echidna, la Chimera e Ceto (Pseudo-Apollodoro riporta che la sfinge era figlia di Echidna e di Tifone). Tutte queste sono divinità ctonie appartenenti a epoche antecedenti a che gli dei dell'Olimpo governassero il pantheon greco.
Esiodo indica la sfinge anche come sorella del leone Nemeo e "rovina dei Cadmei". Non propone descrizioni fisiche e la parola che adopera per nominarla è φίξ, secondo lo scoliasta vocabolo del dialetto beotico.
Sebbene l'etimologia della sfinge possa portare a pensare allo strangolamento, Eschilo afferma che mangiasse uomini vivi (σφίγγ᾽ ὠμόσιτος).
Da un punto di vista scultorio la sfinge risulta presente sia nel periodo miceneo che in quello minoico; in entrambi questi periodi le rappresentazioni sono sia maschili che femminili. Solo successivamente la figura femminile prese il sopravvento. Inizialmente poteva essere alata o non alata, con barba, con zampe di altri animali oltre al leone; Erodoto specifica la mascolinità di alcune sculture di sfingi, chiamandole ἀνδρόσφιγγες (androsphìnghes). La sfinge divenne alata e femminile solo dal VI secolo a.C. Una coppa del 550-540 a.C. prodotta da Glaukytes ed Archikles mostra sfingi femminili alate con accanto il nome ΣΦΙΧΣ (sebbene con forme arcaiche di sigma e phi).
Pseudo-Apollodoro la descrive in modo classico, ossia come un leone con volto da donna ed ali da uccello.
Fu l'emblema della città-stato di Chio e comparve sui sigilli e sul lato rovescio delle monete della città dal VI secolo a.C. al III secolo d.C.

### L'indovinello della sfinge

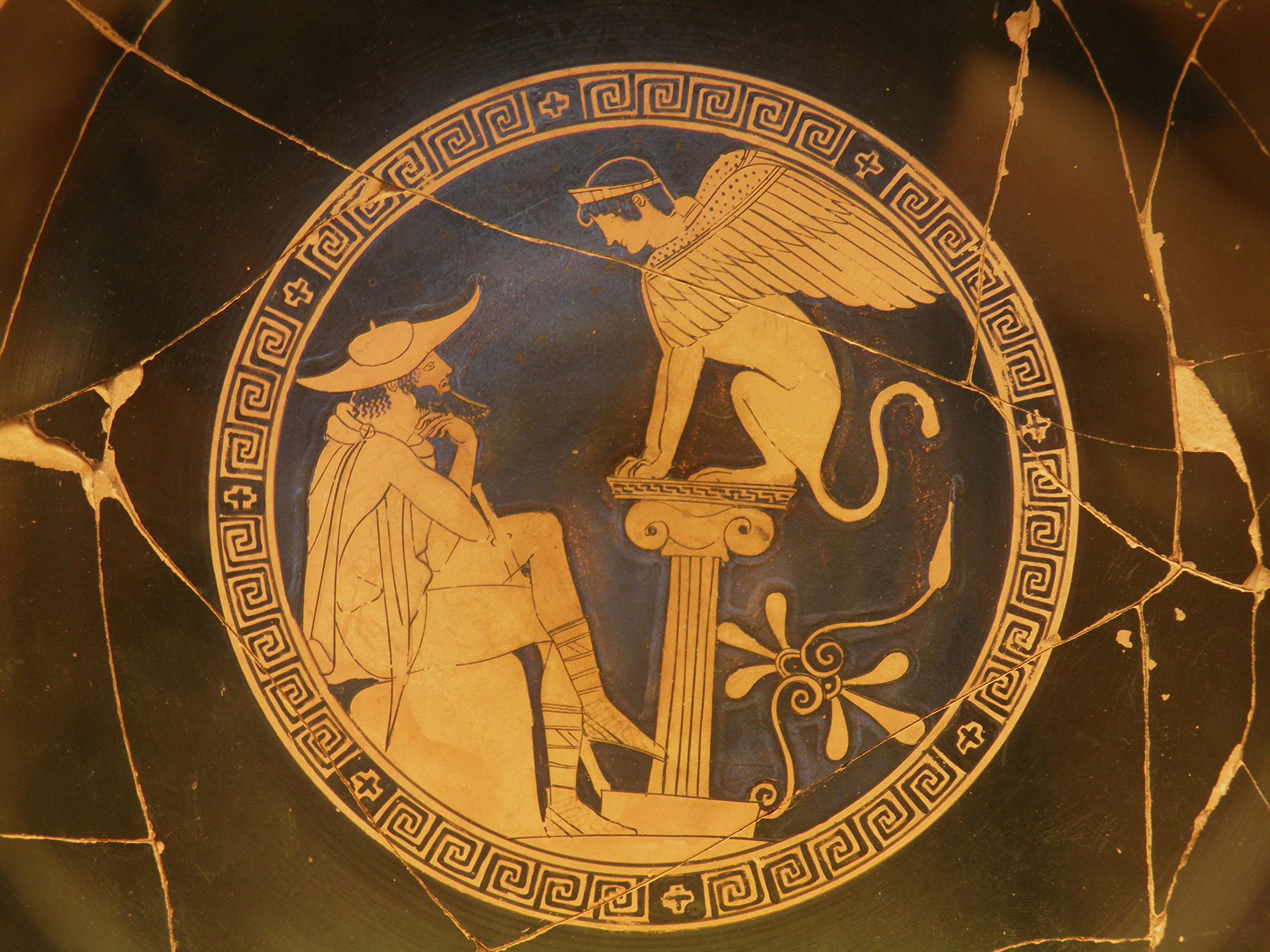
Edipo dinnanzi alla Sfinge su una kylix attica a figure rosse

Nel mito di Edipo la sfinge custodiva l'ingresso alla città greca di Tebe. Per consentire il passaggio ai visitatori poneva loro un indovinello cui si doveva rispondere correttamente. Nelle versioni più antiche di tale mito tale indovinello non viene specificato, mentre nei racconti più tardi venne standardizzato in quello citato di seguito.
Era o Ares trasferirono la Sfinge dalla sua terra natale in Etiopia (l'origine straniera della Sfinge veniva sempre ricordata dai Greci) a Tebe in Grecia, dove questa poneva a tutti i passanti quello che forse è il più famoso enigma della storia: "chi, pur avendo una sola voce, si trasforma in quadrupede, tripede e bipede?" Il mostro strangolava o divorava chiunque non fosse in grado di rispondere. Nel mito Edipo risolse l'enigma rispondendo "l'Uomo, che nell'infanzia cammina a quattro zampe, poi su due piedi in età adulta, e infine utilizza un bastone per sorreggersi in età avanzata". Secondo alcuni resoconti c'era anche un secondo indovinello (molto più raro): "Ci sono due sorelle: la prima dà alla luce l'altra e questa, a sua volta, dà vita alla prima. Chi sono le due sorelle?" La risposta è: "il giorno e la notte" (in greco entrambe le parole sono femminili). Quest'ultimo enigma si trova anche in una versione guascone del mito di Edipo e potrebbe essere molto antico.
Una volta battuta la sfinge, il racconto prosegue con la sfinge che si getta dalla sua alta roccia e muore. Una versione alternativa afferma invece che ella divorò se stessa. Edipo può quindi essere riconosciuto come una figura "liminale" o di soglia, con l'effetto di aiutare la transizione tra le vecchie pratiche religiose e quelle nuove degli dei dell'Olimpo, transizione rappresentata dalla morte della Sfinge.
Nella rivisitazione della leggenda di Edipo di Jean Cocteau La machine infernale ("La macchina infernale"), la Sfinge riferisce a Edipo la risposta all'enigma, in modo da uccidersi e da non dover quindi più uccidere, e anche da far sì che egli la amasse. Egli però la lascia senza mai ringraziarla per avergli dato la risposta all'enigma. La scena termina con la Sfinge e Anubi che ascendono al cielo.
Ci sono interpretazioni mitiche, antropologiche, psicoanalitiche e parodistiche dell'enigma della Sfinge e della risposta di Edipo. Numerosi libri e riviste di enigmistica utilizzano la Sfinge nel titolo o nelle illustrazioni.
Al Museo archeologico nazionale di Napoli è custodito un cratere apulo che si ritiene illustri un altro mito (a noi non pervenuto) avente la Sfinge come protagonista: un sileno che porge al mostro un uccello chiuso nel palmo della sua mano. L'analogia con una favola di Esopo (la n. 55, in cui un contadino, per dimostrare l'onniscienza dell'oracolo di Delfi, si reca presso di lui con un passero in mano, e gli chiede se ha con sé una cosa vivente o non vivente, pronto ad uccidere l'uccellino nel caso la risposta sia la prima) ha fatto pensare che il sileno stia sottoponendo alla sfinge un enigma, cosa che rovescerebbe il mito di Edipo; ma i due potrebbero anche essere intenti ad una gara pacifica, antecedente all'episodio edipeo. Si è anche supposto che la figurazione possa essere collegata al dramma satiresco di Eschilo La sfinge, ma la sua interpretazione è ancora controversa. In ogni caso il cratere testimonia la diffusione del mito della Sfinge nell'area greco-italica.

## Nell'Asia orientale

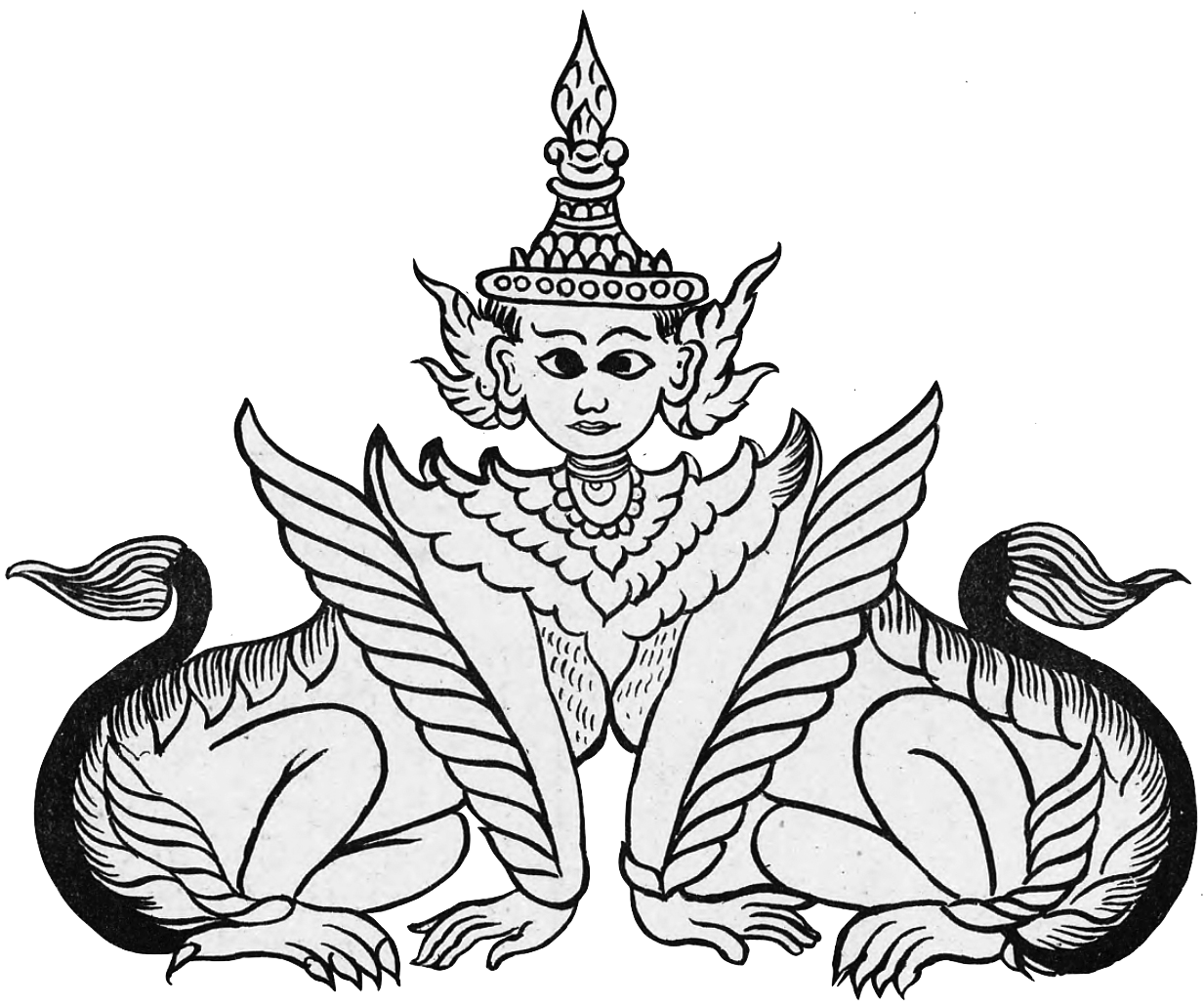
Illustrazione birmana di una manussīha.

Nella tradizione, mitologia e arte del Sud e Sud-Est asiatico è presente un essere mitologico composto da corpo di leone e testa umana. Esso è variamente noto come purushamriga (Sanscrito, "uomo-bestia"), purushamirugam (Tamil, ancora "uomo-bestia"), naravirala (sanscrito, "uomo-gatto") in India, o come nara-simha (Sanscrito, "uomo-leone") in Sri Lanka, manusiha o manuthiha (Pali, "uomo-leone") in Birmania, e norasingh (pali, "uomo-leone", in una variazione del sanscrito "nara-simha") o thep norasingh ("dio uomo-leone"), o nora nair in Thailandia.
In contrasto con le sfingi egiziane, mesopotamiche e greche, le cui caratteristiche culturali sono andate largamente perdute per via delle discontinuità nella civilizzazione di queste regioni, le tradizioni relative alle sfingi asiatiche sono ancora oggi molto vive.
Le prime raffigurazioni artistiche di sfingi del subcontinente dell'Asia meridionale sono state in qualche misura influenzate dall'arte e dagli scritti dell'età ellenistica; difatti l'arte buddista ha subito una fase di influenza da parte dell'ellenismo.
Nel sud dell'India, la sfinge è nota come purushamriga (in sanscrito) o purushamirugam (in Tamil); entrambi i termini significano "uomo-bestia". Si trova raffigurata nell'arte scultorea in templi e palazzi dove serve a scopo apotropaico, in maniera simile a quanto accadeva con le sfingi di altre parti del mondo antico. La tradizione afferma che tale sfinge tolga i peccati dei devoti che entrano nel tempio e in generale allontani il male. Si trova quindi spesso in una posizione strategica sul gopuram o sull'entrata del tempio.

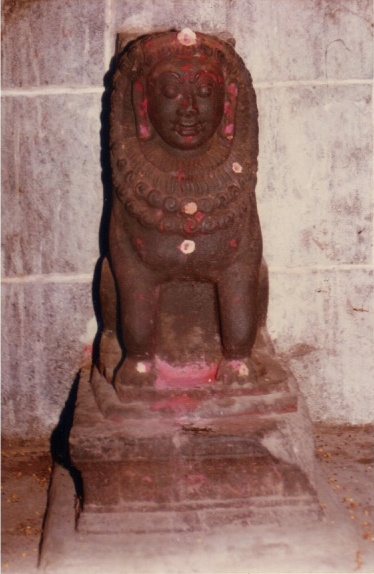
Purushamriga maschile, o sfinge indiana a guardia dell'entrata del tempio Shri Shiva Nataraja di Chidambaram.

La purushamriga gioca un ruolo significativo sia nei riti giornalieri che in quelli annuali che si svolgono nei templi scivaiti del sud dell'India. Nel rituale shodhasha-upakaara (o "delle sedici lodi"), effettuato da 1 a 6 volte in momenti sacri significativi attraverso il giorno, la sfinge decora una delle lampade del diparadhana o lampada da cerimonia. E in molti templi la purushamriga è anche uno dei vahana o veicoli della divinità durante le processioni della Brahmotsava.
Nel Distretto di Kanyakumari, sulla punta più meridionale del subcontinente indiano, durante la notte del Shiva Ratri, i devoti corrono per 75 chilometri mentre visitano i dodici templi dedicati a Shiva. Questa Shiva Ottam (o "corsa per Shiva") viene eseguita in commemorazione della storia della gara tra la sfinge e Bhima, uno degli eroi dell'epopea Mahābhārata.
La concezione indiana di sfinge che più si avvicina alla classica idea greca è il concetto di Sharabha, una creatura mitica, parte leone, parte uomo e parte uccello, in cui il dio Shiva si incarnò per contrastare la violenza di Narasiṃha.
Nello Sri Lanka la sfinge è conosciuta come narasimha, uomo-leone. In quanto sfinge, ha il corpo di un leone e testa di un essere umano, e non deve essere confusa con Narasiṃha, la quarta reincarnazione della divinità Visnù; quest'ultimo avatar o incarnazione è infatti raffigurato con corpo umano e testa di leone. Il Narasimha sfinge è parte della tradizione buddista ed è un guardiano della direzione nord; viene raffigurato anche sulle bandiere.
In Birmania la sfinge è conosciuta come manussīha (manuthiha). È raffigurata sugli angoli della stupa, e le sue leggende raccontano di come sia stata creata dai monaci buddisti per proteggere un neonato reale dalla morte per mano di orchi.
Nora nair, norasingh e thep norasingh sono tre delle denominazioni con le quali la sfinge è conosciuta in Thailandia. Questi esseri sono rappresentati come camminanti in posizione eretta, con la parte inferiore del corpo di leone o di cervo e la parte superiore in forma di esseri umani. Spesso si trovano in coppie di sesso femminile-maschile. Anche qui, le sfingi hanno funzione protettiva. Inoltre vengono enumerate tra le creature mitologiche che popolano la montagna sacra Himapan.

## La sfinge in Europa

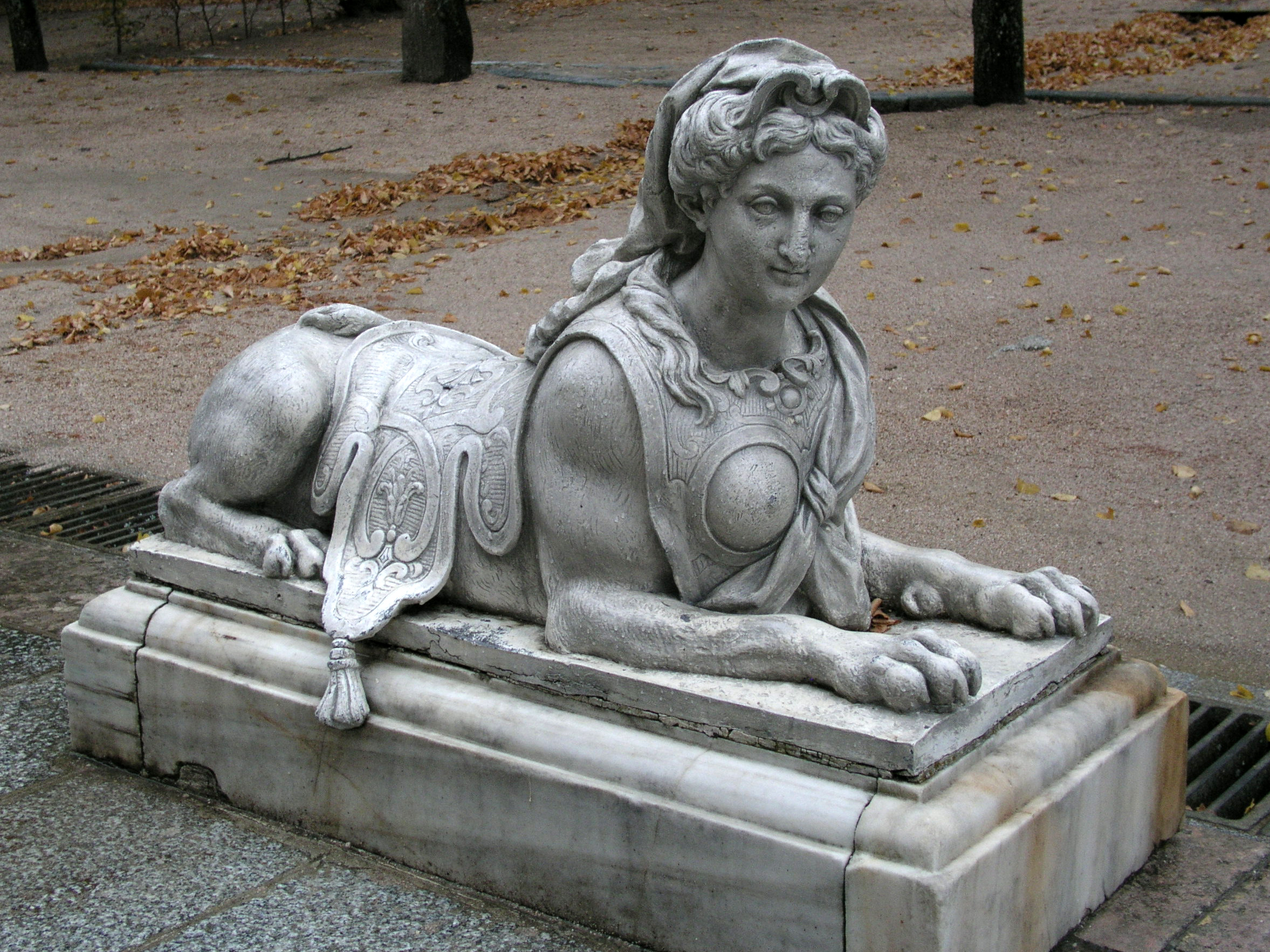
Sfinge nel giardino del Palazzo Reale della Granja de San Ildefonso - Spagna, metà del XVIII secolo.

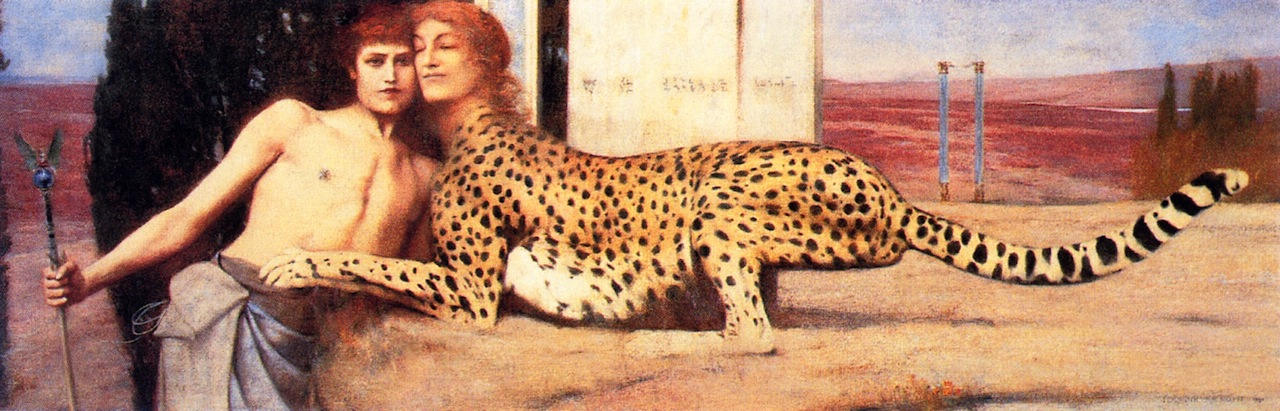
Fernand Khnopff - versione simbolista di una sfinge.

Durante il Rinascimento la sfinge ha goduto di un grande revival nell'arte decorativa europea.
Le sfingi sono state fatte rivivere quando le decorazioni grottesche della Domus Aurea di Nerone sono state portate alla luce nel tardo XV secolo a Roma. La sfinge fu da allora incorporata nel vocabolario classico dei disegni arabescati che si diffuse in tutta Europa nell'ambito dell'incisione dei secoli XVI e XVII. La bottega di Raffaello incluse delle sfingi nella decorazione della loggia di Palazzo Vaticano (1515-1520), e anche tali sfingi aggiornarono il vocabolario delle grottesche romane.
La sfinge manieristica del XVI secolo è a volte chiamata sfinge francese. La sua testa, pettinata, è eretta e ha il seno di una giovane donna. Spesso indossa orecchini e perle come ornamenti. Il suo corpo è naturalisticamente reso come una leonessa reclinata.
La prima comparsa di sfingi nell'arte francese avvenne nella Scuola di Fontainebleau negli anni 1520 e 1530. Le sfingi permarranno poi anche nello stile francese tardo barocco della Régence (1715–1723).
Dalla Francia la sfinge si diffuse in tutta Europa, diventando una normale caratteristica della scultura decorativa all'aperto dei giardini di palazzo del XVIII secolo. Esempi di sfingi in tale ambito li si possono ritrovare nel Belvedere di Vienna, nel Parco di Sanssouci a Potsdam, nel Palazzo Reale della Granja de San Ildefonso in Spagna, a Palazzo Branicki a Białystok, o nel portoghese Palazzo Nazionale di Queluz (forse del 1760), in cui si trovano esempi del tardo Rococò con gorgiere e vestiti che terminano con un piccolo mantello.
Le sfingi sono una caratteristica delle decorazioni interne nell'architettura neoclassica di Robert Adam e dei suoi seguaci, dove tornano ad essere più vicine allo stile svestito delle grottesche. Le usarono anche gli artisti e i designer del romanticismo e successivamente i movimenti del simbolismo del XIX secolo. La maggior parte di queste sfingi alludono alla sfinge greca, piuttosto che a quella egiziana, anche se non possiedono mai delle ali.

## La sfinge nella massoneria
L'immagine della sfinge è stata adottata anche nell'architettura massonica. Tra gli Egizi le sfingi erano collocate all'ingresso dei templi per custodirne i misteri, avvertendo coloro che vi penetravano che avrebbero dovuto celare la loro conoscenza ai non-iniziati. Jean-François Champollion afferma che successivamente la sfinge diventò il simbolo di ciascuno degli dèi, e in tal modo avrebbe simboleggiato il fatto che gli dèi erano in generale nascosti al popolo e si rivelavano solo agli iniziati. La sfinge è stata adottata dalla massoneria nel suo carattere egiziano di simbolo del mistero, e come tale viene spesso ritrovata come decorazione scolpita sul fronte dei templi massonici, o incisa sull'intestazione di documenti massonici. Tuttavia non può essere definita correttamente come un antico simbolo riconosciuto dell'ordine. La sua introduzione è stata di data relativamente recente, e piuttosto come decorazione simbolica che come simbolo di un particolare dogma.

## Creature simili

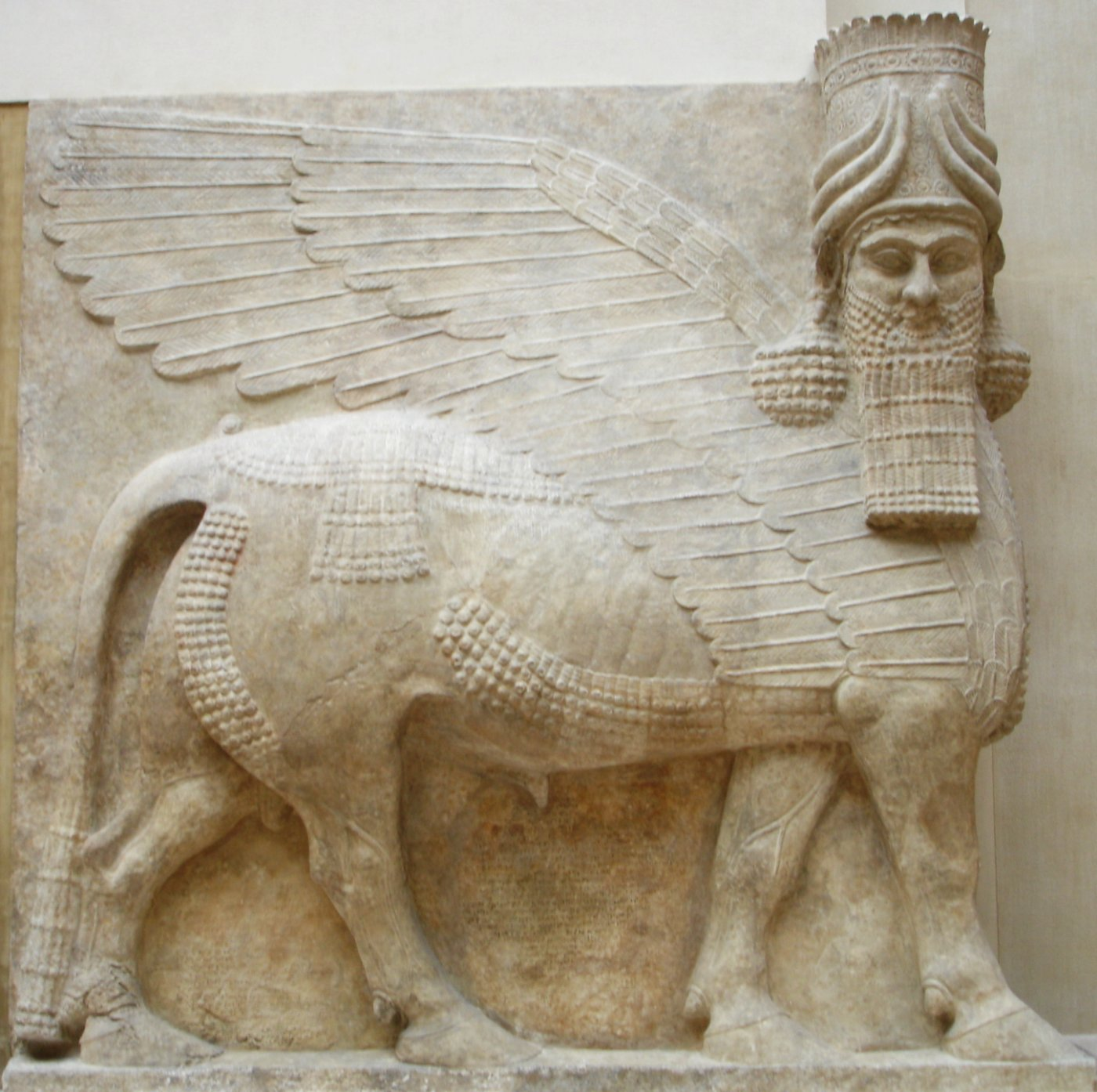
Lamassu assiro datato 721 a.C. Oriental Institute Museum, Università di Chicago.

- La Dea Löwenfrau dell'Aurignaziano, datata a 32 000 anni fa, è la più antica statua antropomorfa conosciuta. Un tempo nota come uomo leone, ha corpo umano e testa di leone.
- Non tutti gli animali con testa umana dell'antichità sono sfingi. Nell'antica Assiria, si facevano bassorilievi di shedu, tori con le teste barbute coronate dei re, agli ingressi dei templi.
- Nella classica mitologia olimpica della Grecia, tutte le divinità avevano forma umana, anche se potevano assumere la forma di animali. Tutte le creature dei miti greci che combinano forma umana e animale - i centauri, Tifone, la Medusa, le lamie, ad esempio - sono sopravvivenze di miti più arcaici.
- Il Narasiṃha ("uomo-leone") è descritto come una incarnazione (avatara) di Visnù nei testi purāṇa dell'induismo, dove prende la forma di un mezzo uomo-mezzo leone asiatico, con torso e parte inferiore del corpo umani, ma con volto e artigli di leone.
- La manticora è una creatura simile alla sfinge, che dispone di corpo di leone e volto umano.
- Anche la chimera (nella tradizione medievale) è una creatura simile alla sfinge, dotata di corpo di leone e volto femminile.

## Galleria d'immagini

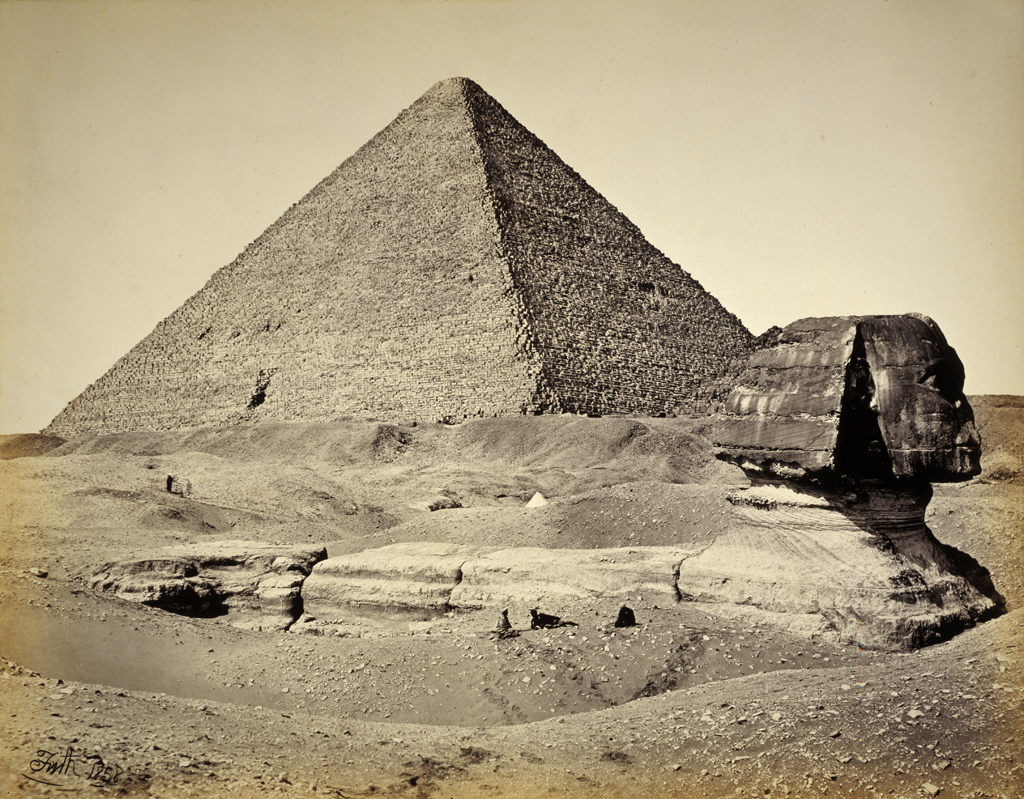
La Grande Sfinge di Giza nel 1858.
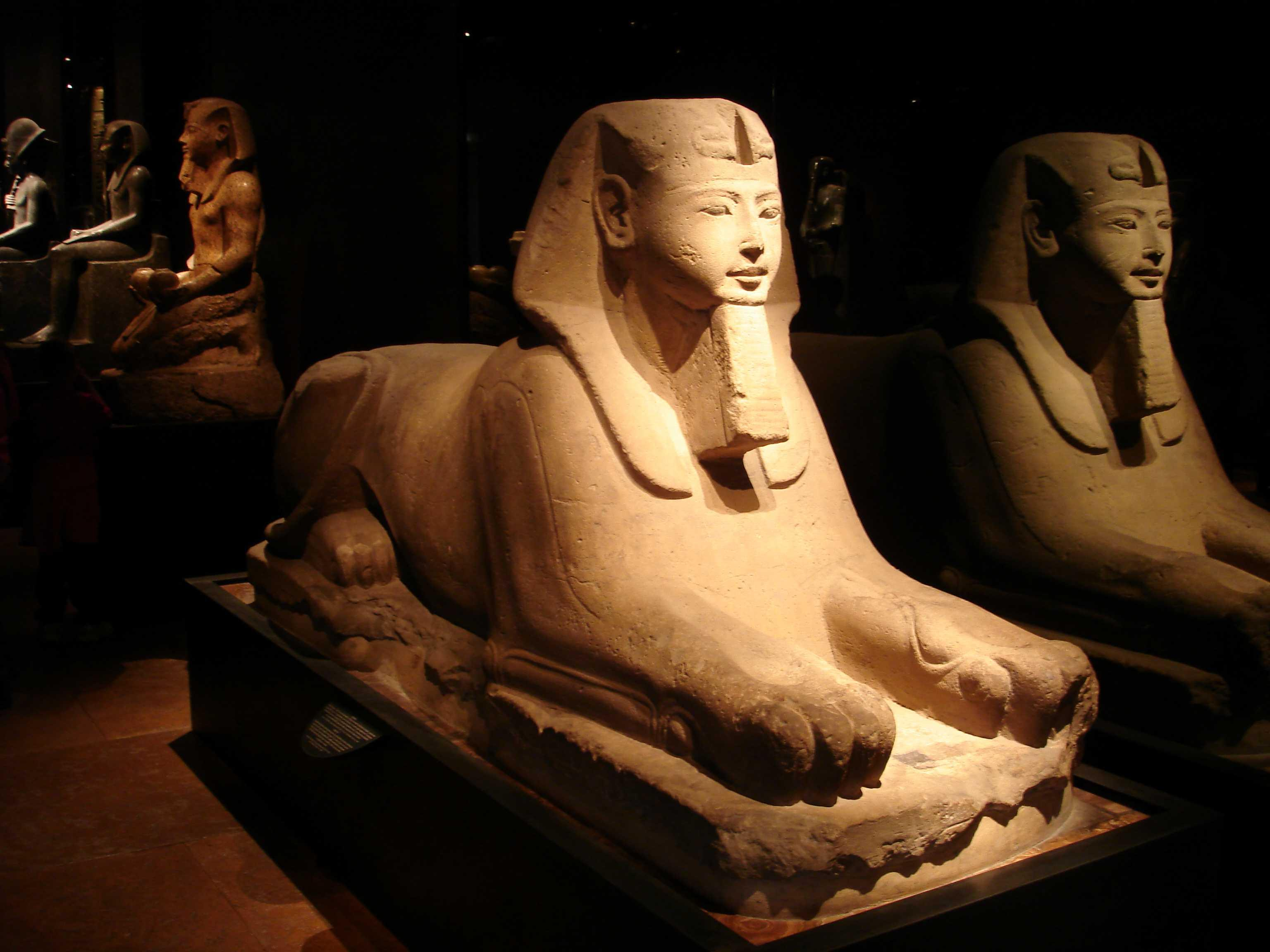
Tipica sfinge egiziana con testa umana. (Museo Egizio, Torino)
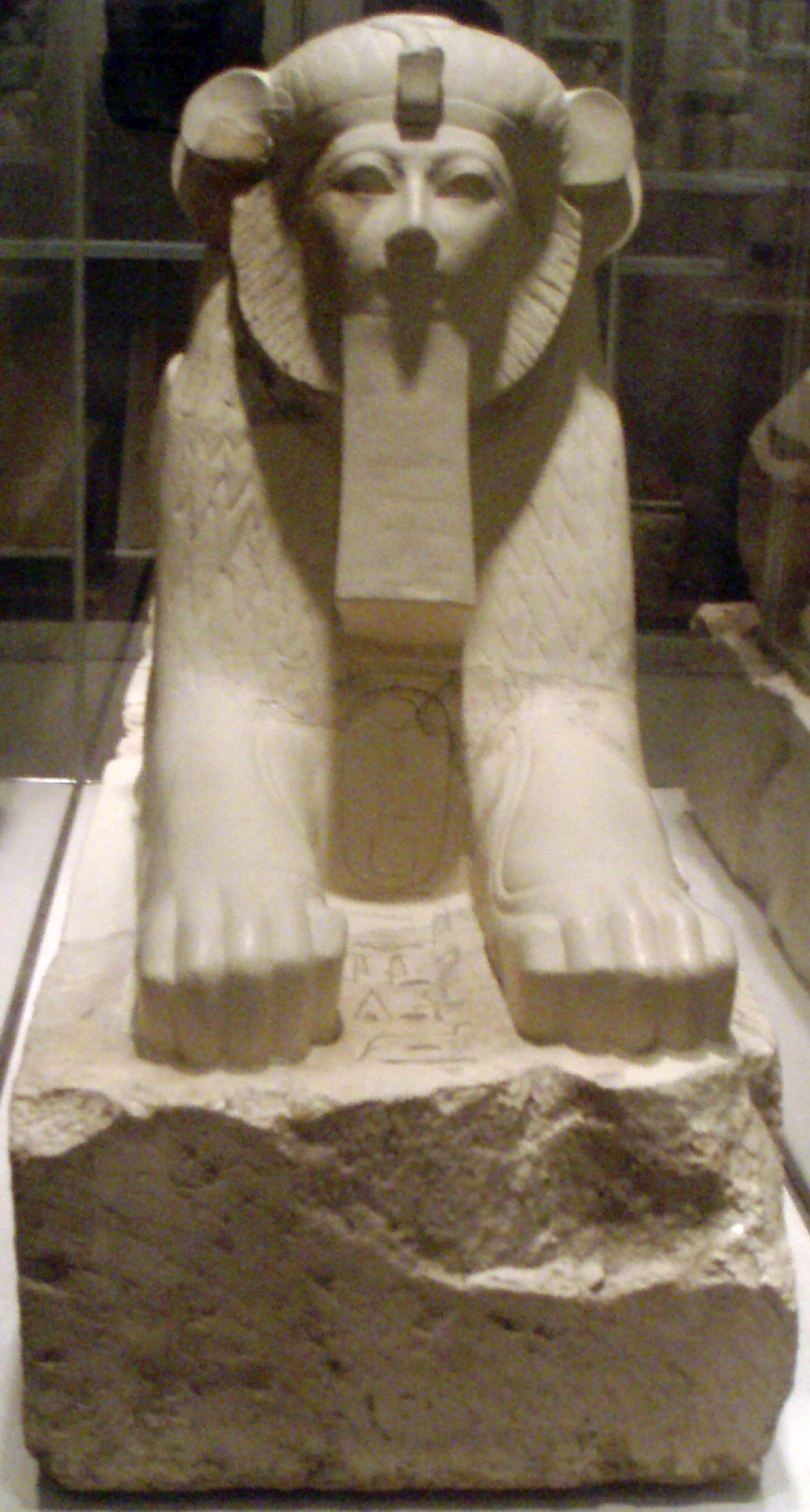
Sfinge del faraone egiziano Hatshepsut con orecchie insolite e gorgiera, 1503-1482 a.C.
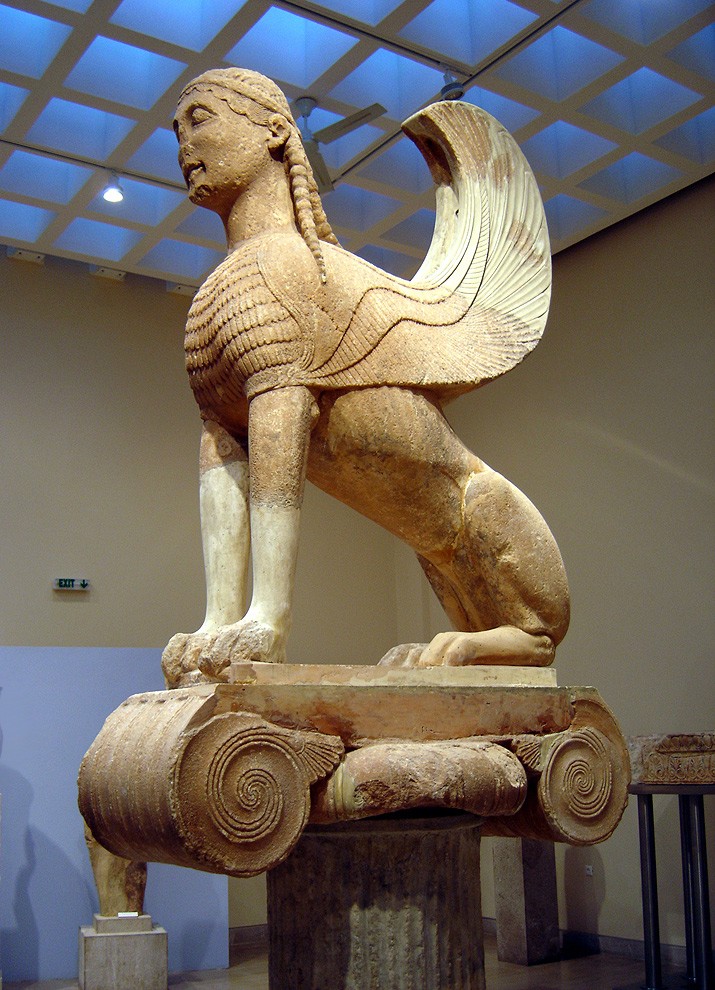
Antica sfinge greca da Delfi.
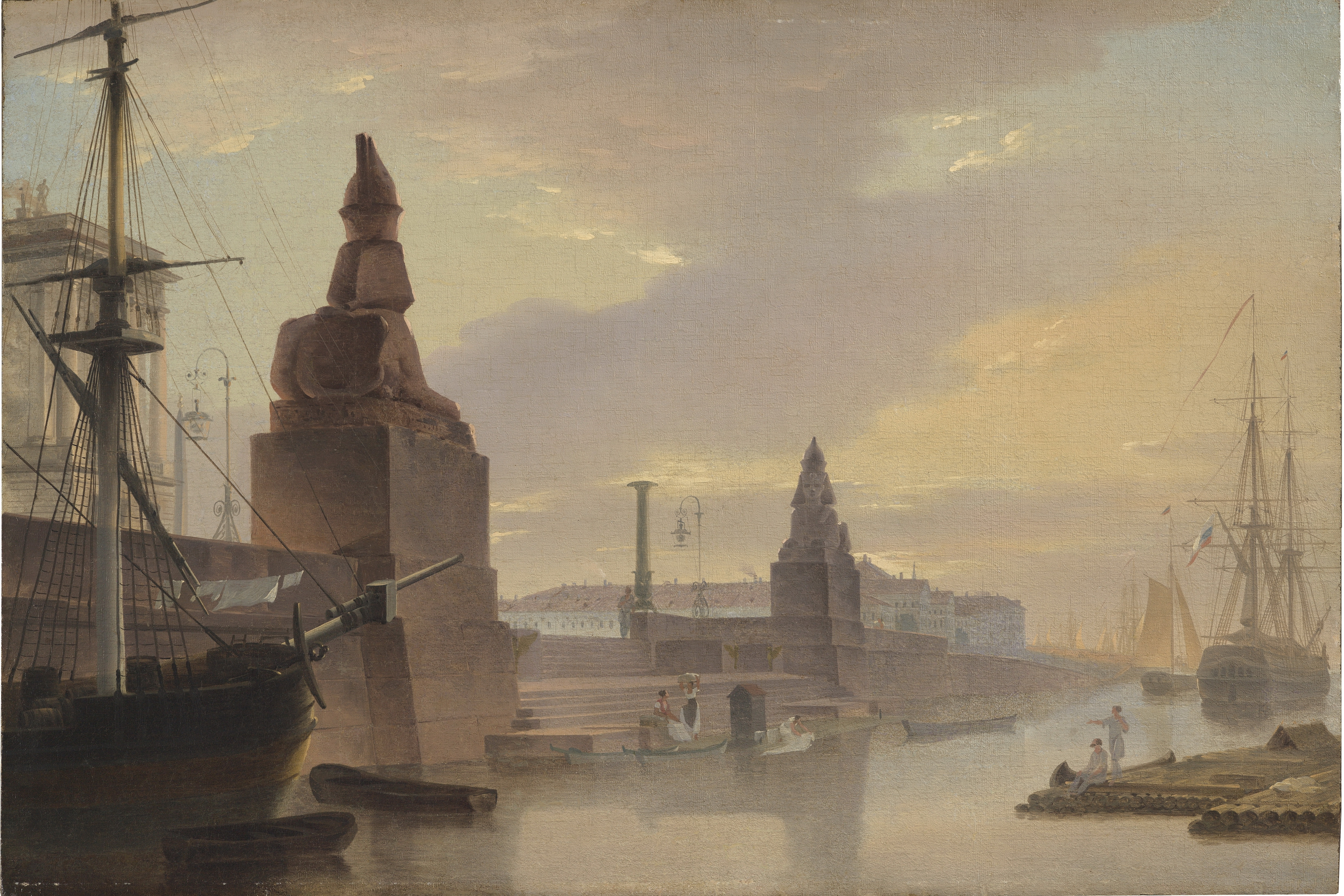
Delle sfingi antiche di 3000 anni furono importate dall'Egitto a San Pietroburgo e in altre capitali europee per abbellire gli spazi pubblici.
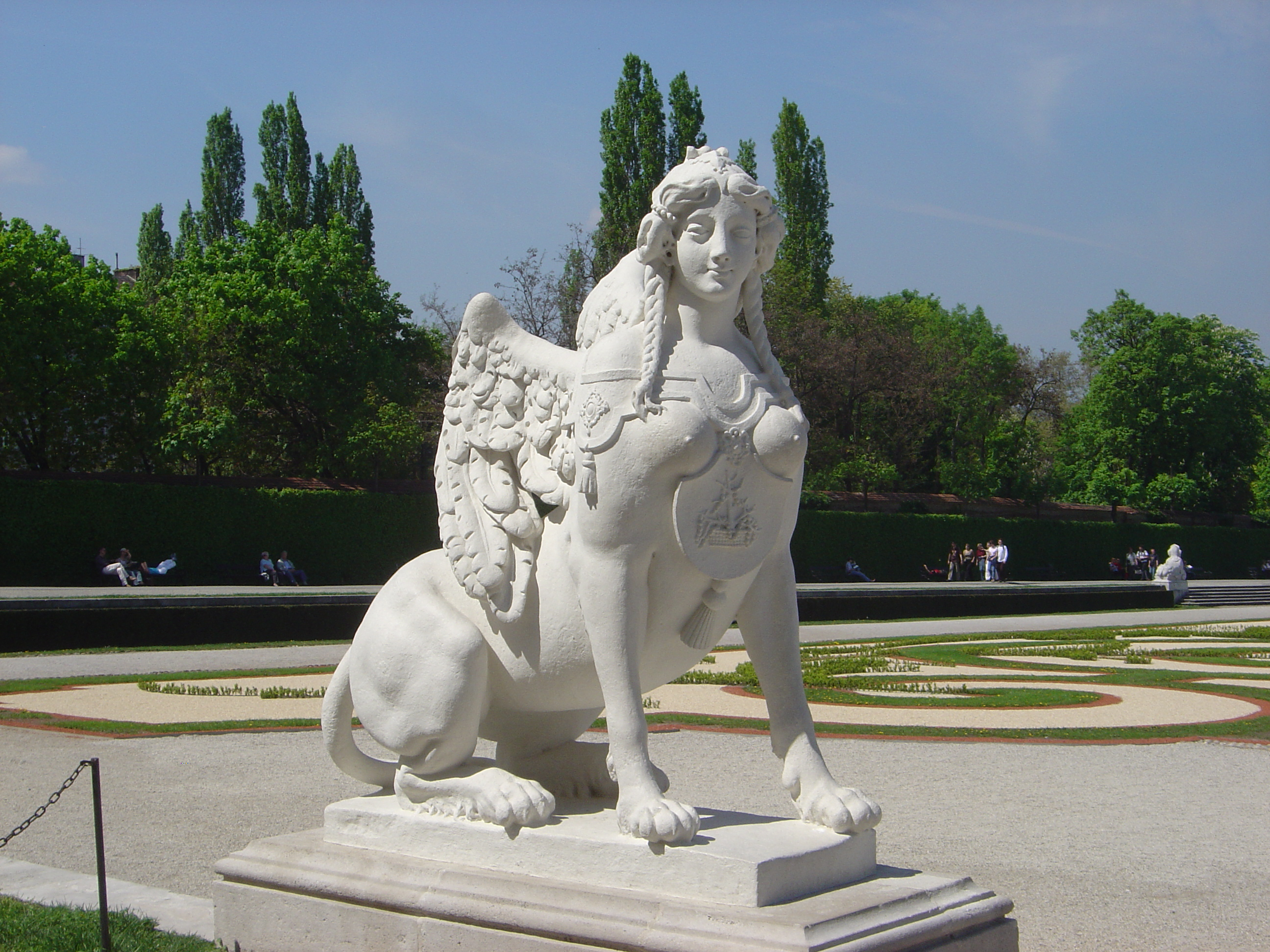
Belvedere, Vienna.
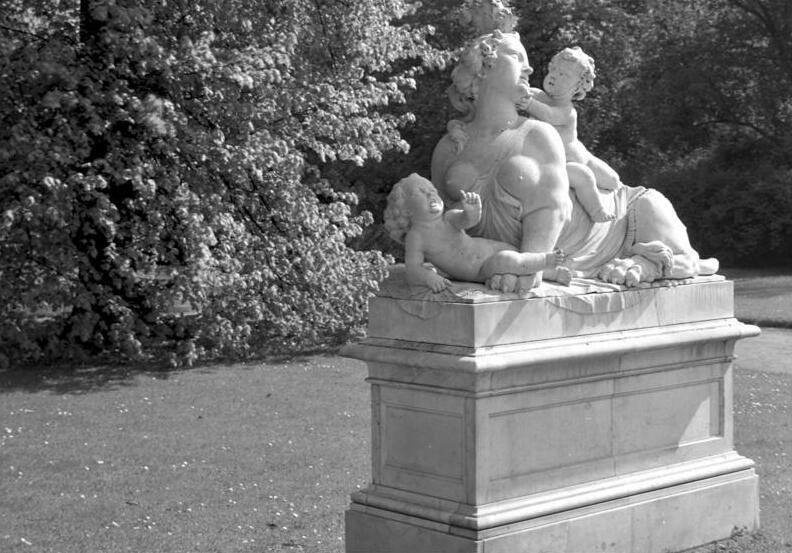
Parco di Sanssouci, Potsdam.
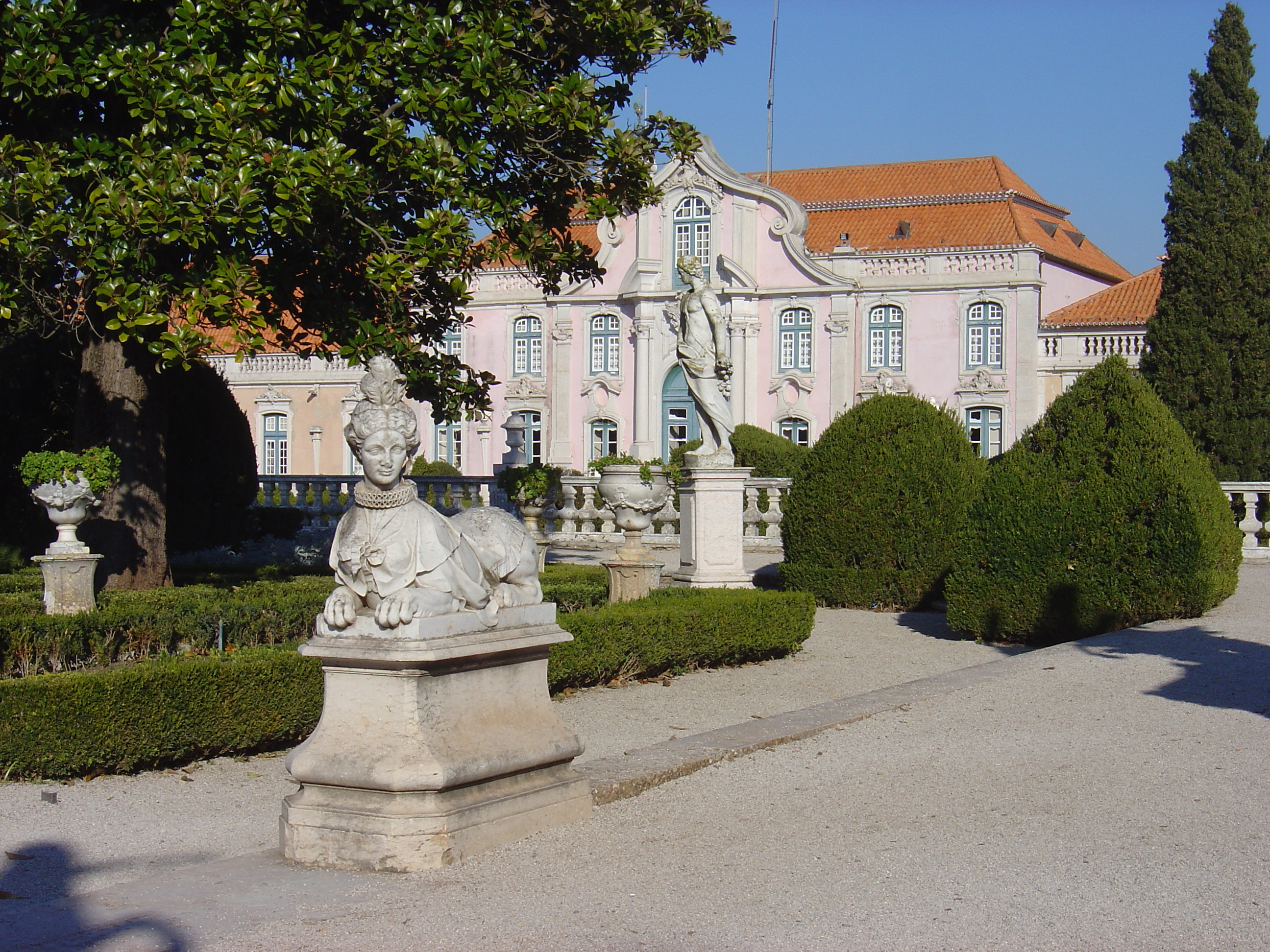
Sfinge rococò senz'ali al Palazzo Nazionale di Queluz.
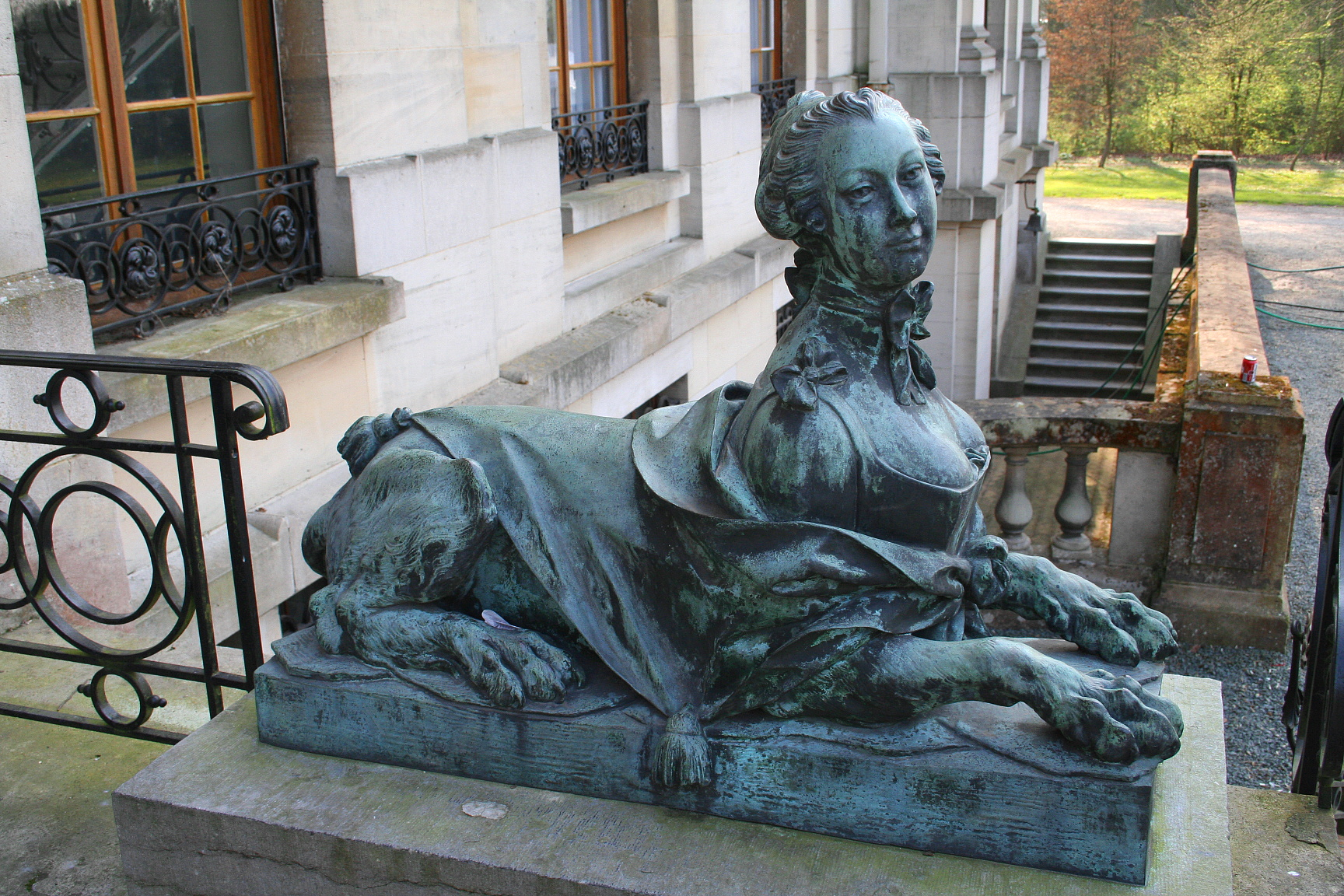
Classica sfinge da giardino del periodo della Régence - piombo, Château Empain, Enghien, Belgio.
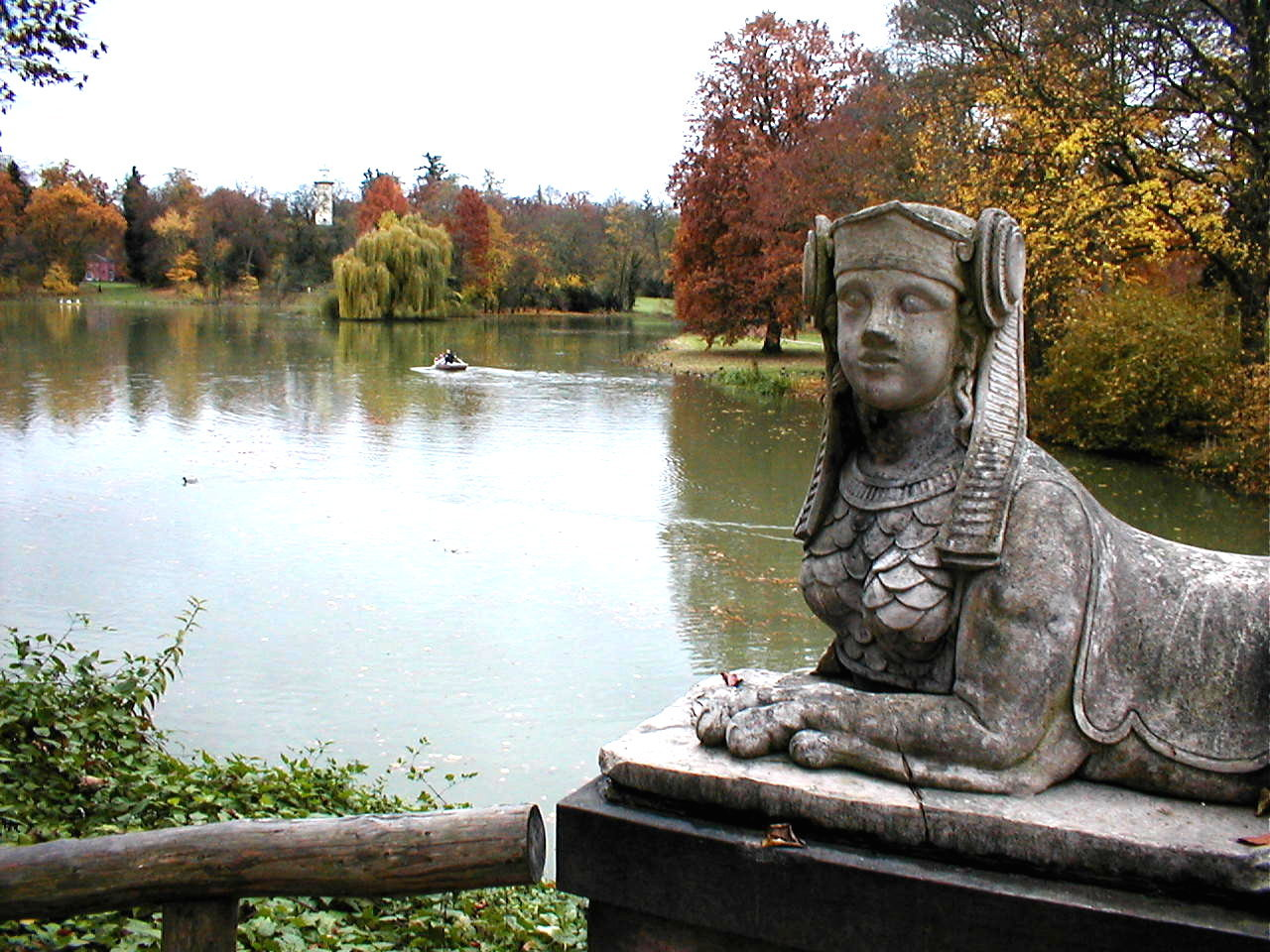
Parco Schönbusch a Aschaffenburg, Baviera, 1789-90.
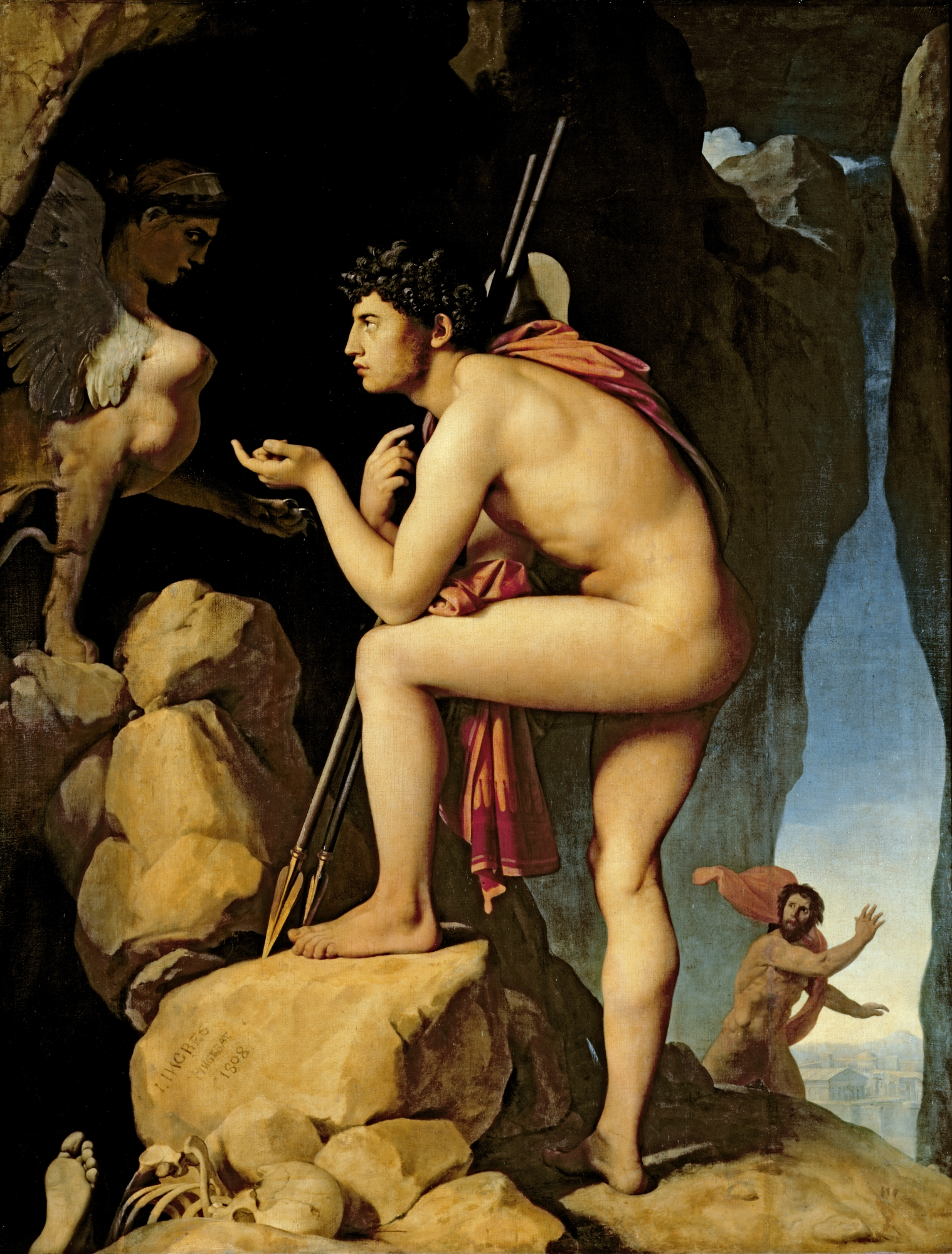
Ingres, Edipo e la Sfinge.
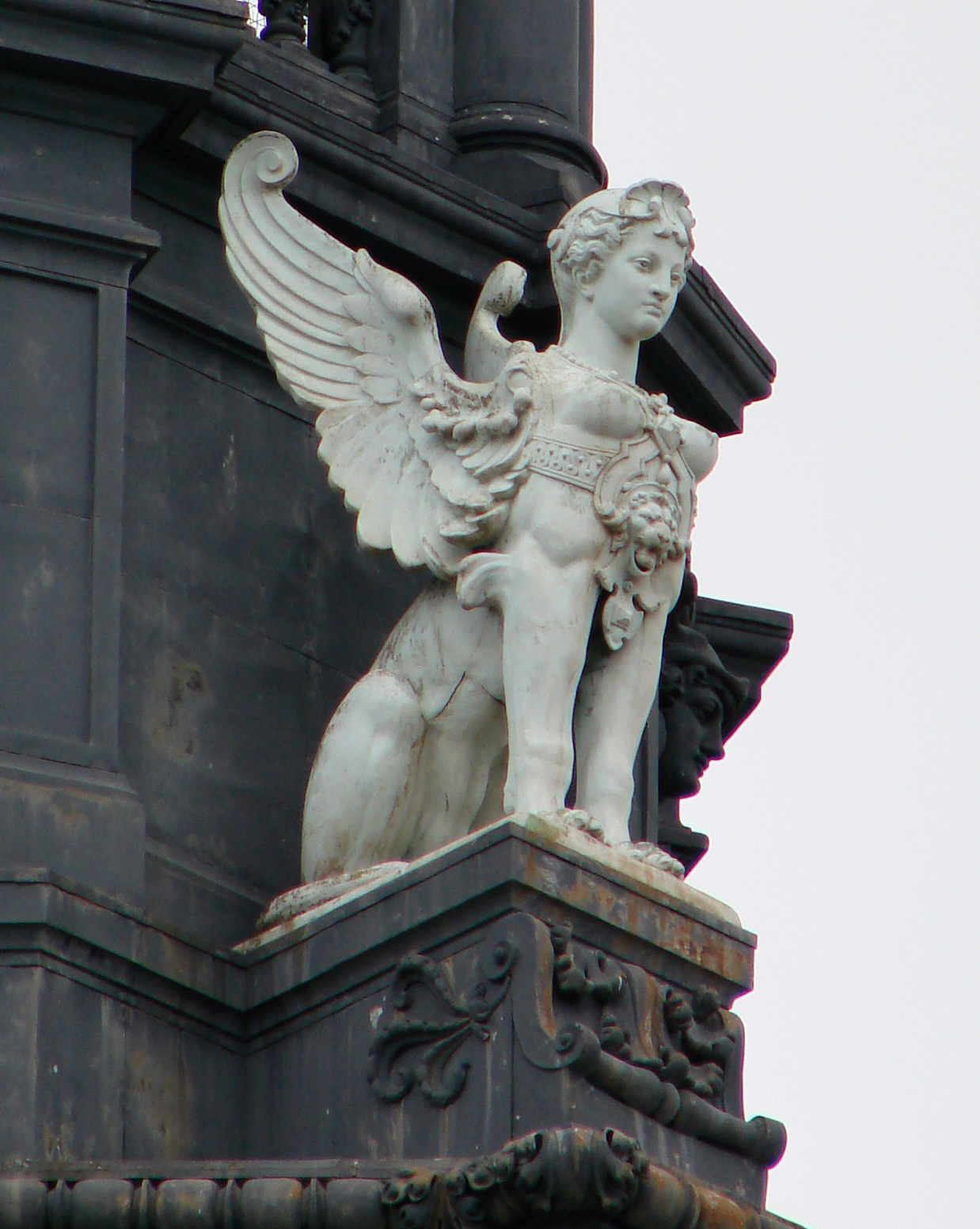
Hôtel de Ville, anni 1870.
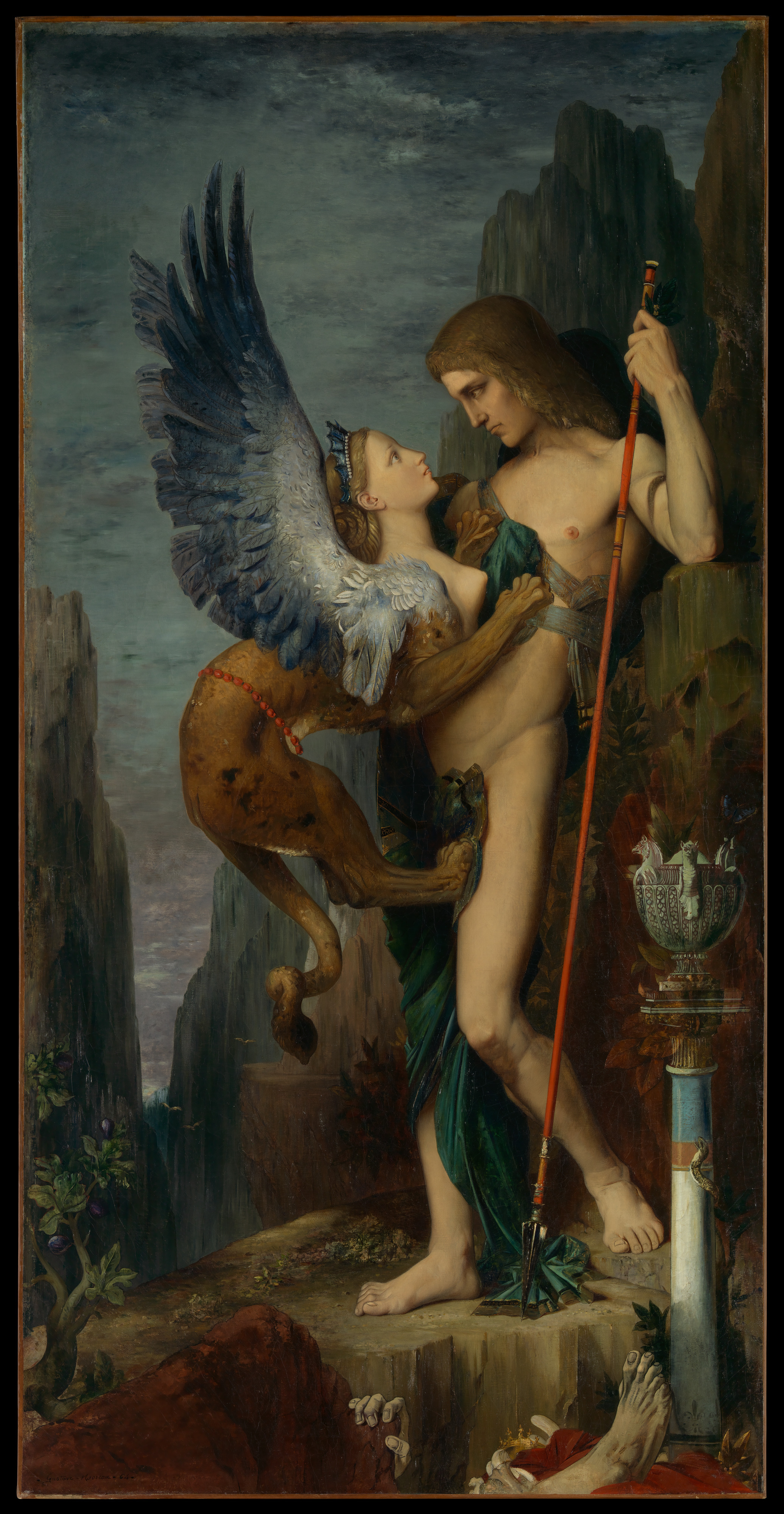
Edipo e la Sfinge, versione simbolista di Gustave Moreau.
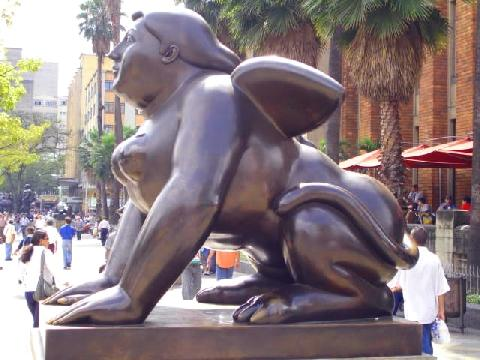
Una sfinge contemporanea di Botero, Medellín (Colombia).
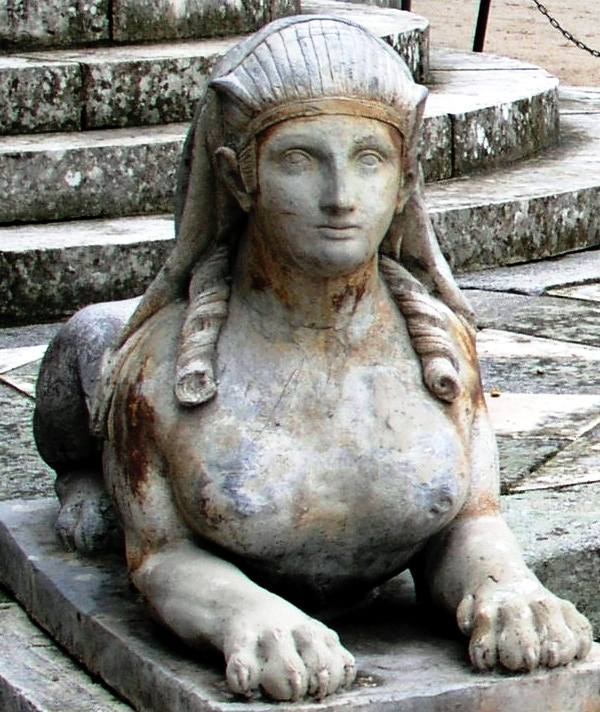
Sfinge a Plaza de los Emperadores (Parque de El Capricho, Madrid).
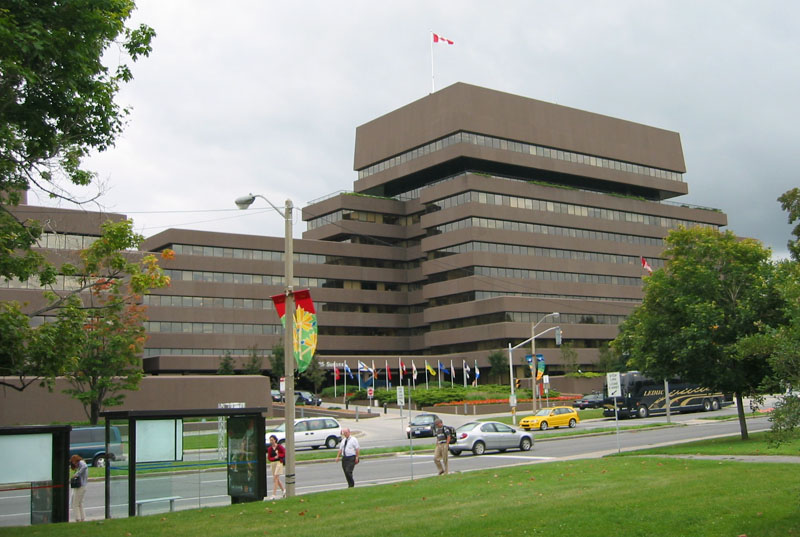
Il Lester B. Pearson Building di Ottawa fu disegnato in modo da rassomigliare a una sfinge.
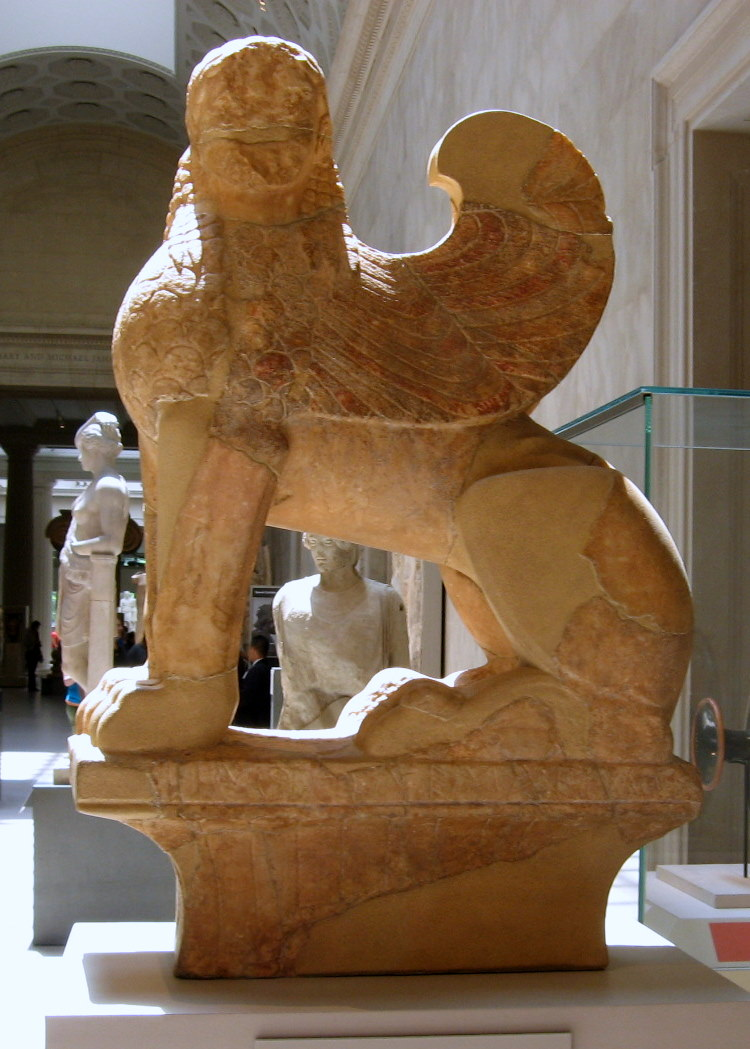
Sfinge di marmo, ca. 580-575 a.C.
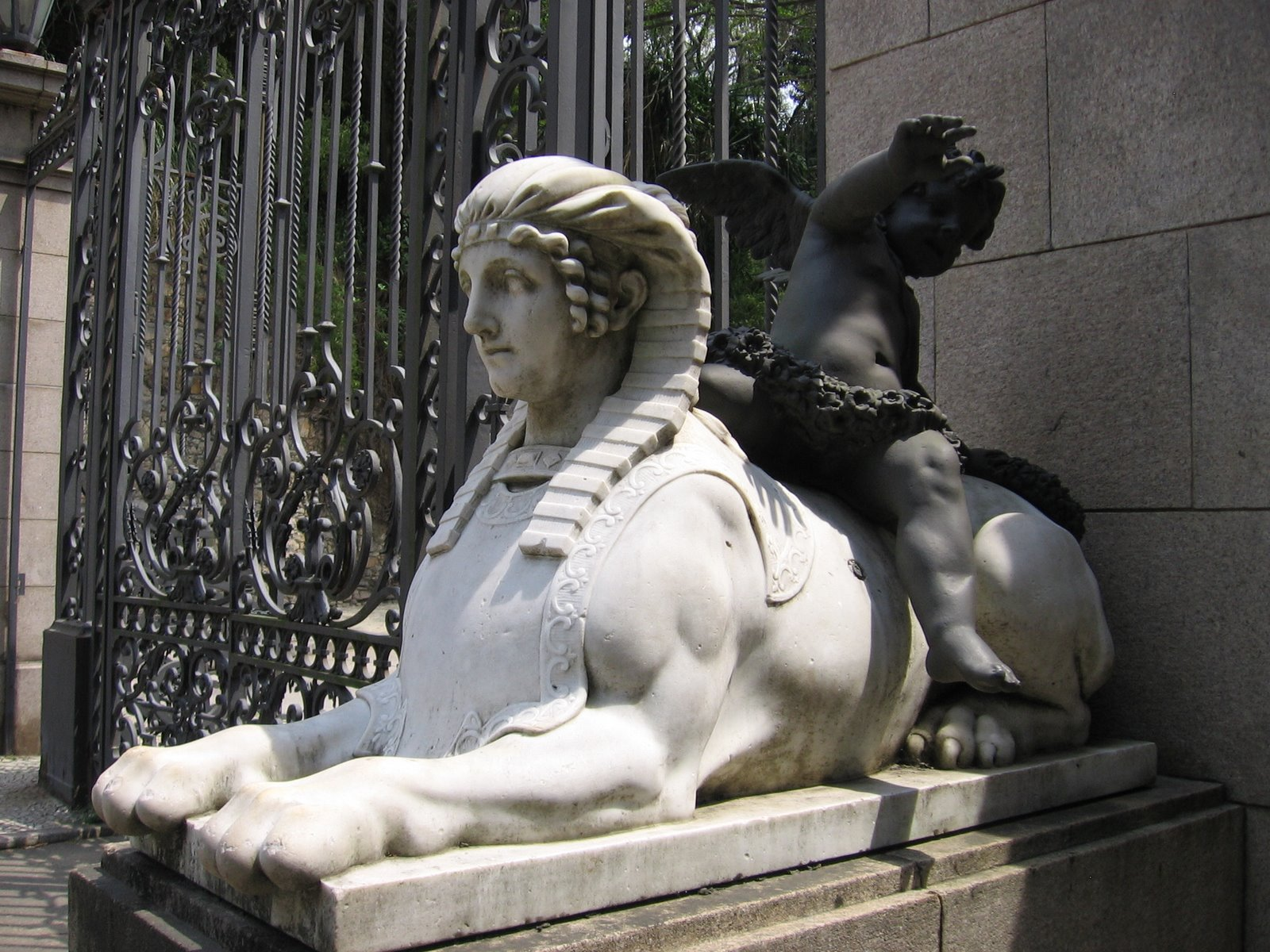
Sfinge all'entrata del Parque Eduardo Guinle.
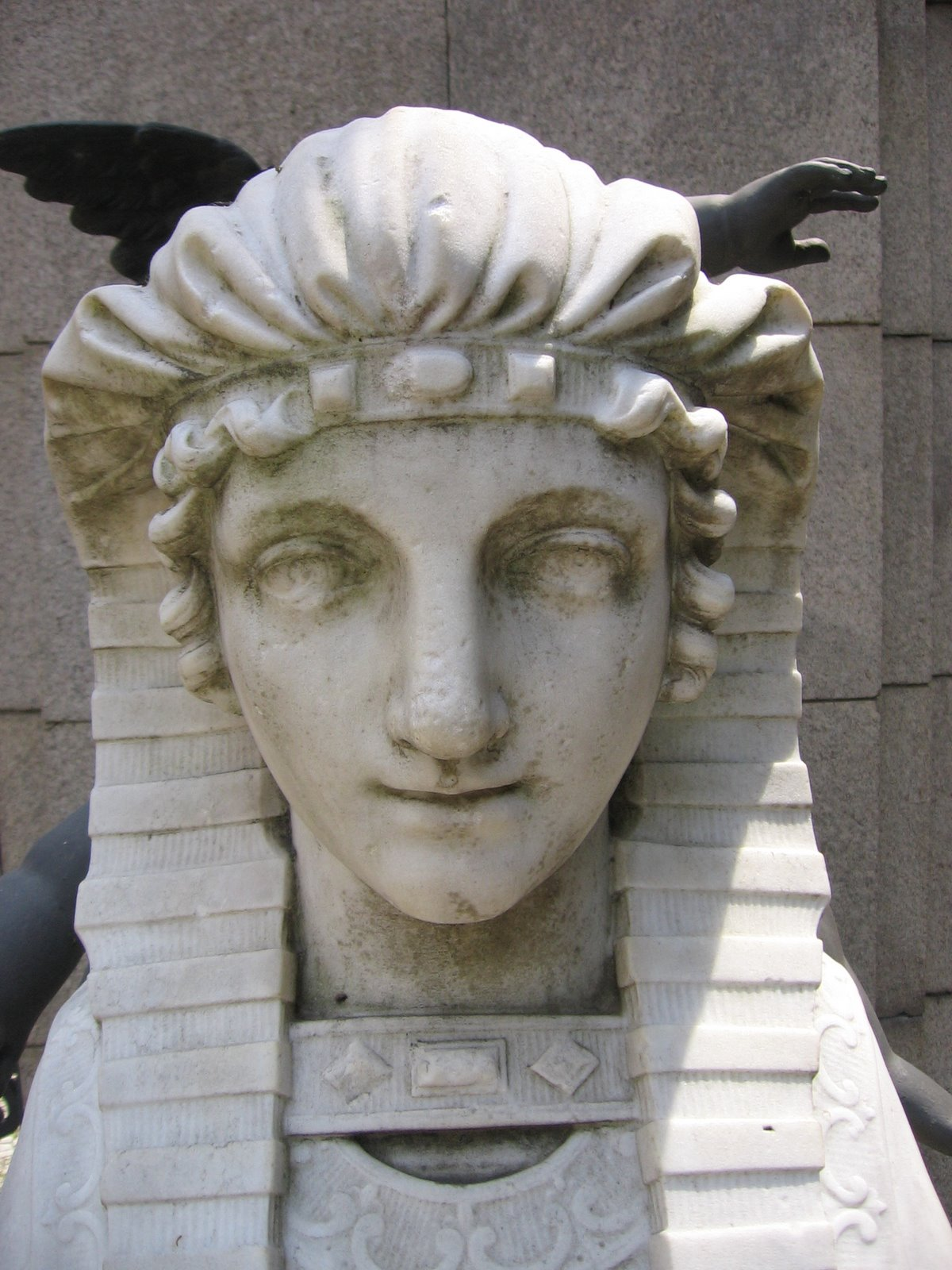
Sfinge all'entrata del Parque Eduardo Guinle.
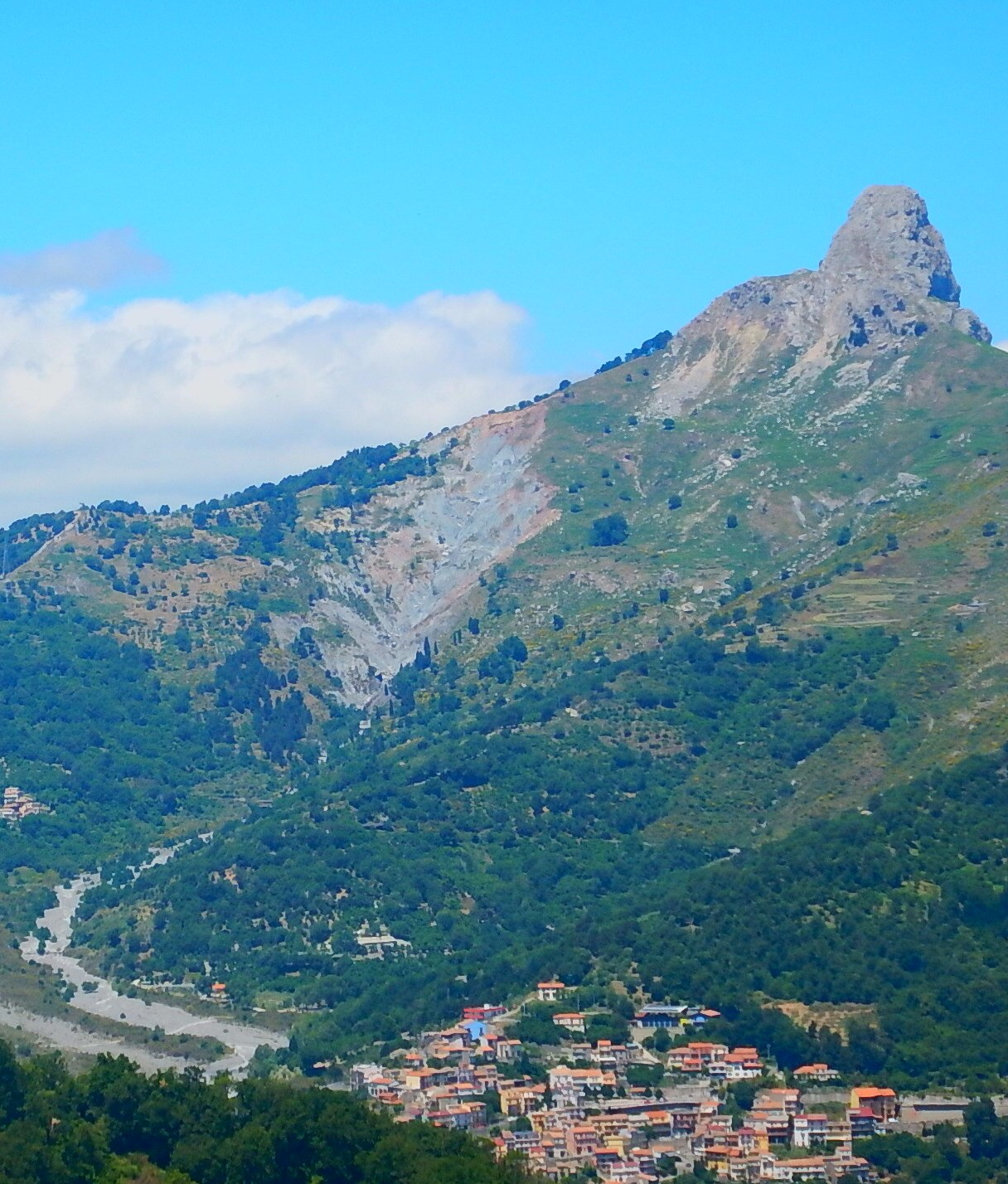
La Rocca Salvatesta sembra una Sfinge sopra Fondachelli-Fantina attorno al mezzogiorno, Sicilia.